# Muay thai
El muay thai (del tailandés: มวยไทย, RTGS: Muai Thai, AFI: [mūaj tʰāj]), conocido también como boxeo tailandés, o tradicionalmente como el arte de las ocho extremidades. Tiene como base el Muay Boran, el cual se desarrolla de pie por medio de golpes con técnicas combinadas de puños, pies, rodillas y codos, además de algunos barridos, sujeciones (para golpear) y lanzamientos. Es muy similar a otros sistemas de boxeo indochino, como el prodal de Camboya, el tomoi de Malasia, el lethwei de Birmania y el muay Lao de Laos.
Hoy en día el muay thai se ha convertido en un símbolo nacional de la historia y la identidad del Reino de Tailandia. Sus raíces están en el Muay Boran, variante tradicional y arte marcial que incluye figuras, técnicas a mano abierta, luxaciones, lanzamientos y derribos. En la actualidad esta disciplina complementa al muay thai junto con el boxeo occidental.
El Comité Olímpico Internacional reconoció el 20 de julio de 2021, en su 138.ª sesión, a la International Federation of Muaythai Associations (IFMA) como el organismo rector mundial de este deporte.Dicha federación internacional está representada en la parte profesional por el World Muaythai Council (WMC) única entidad que recibe el apoyo del patronato del Rey de Tailandia.

## Terminología
La palabra muay, que se traduce como "combate", "lucha" o "boxeo", proviene del sánscrito Mavya que significa "unir". La palabra thai es el equivalente al gentilicio "tailandés", cuyo significado es "persona libre" (semejante al significado del término "franco"). El término "muay thai" es traducido al español frecuentemente como "boxeo tailandés" y al inglés como"thai boxing".
- nak muay: practicante de muay thai
- nak muay farang: (luchador extranjero) usado para los peleadores nacidos fuera de Tailandia.[6]
- Kru Muay o solo Kru (maestro) entrenador.
- Wai Kru (Respeto hacia el maestro) Saludo tradicional
- Kai Muay (Campo para muay) Centro/gimnasio de entrenamiento

## El muay thai a lo largo de la historia de Tailandia

### Antecedentes remotos: el muay boran
El muay thai proviene del antiguo arte marcial tailandés Muay Boran. Por su antigüedad es muy difícil datar al muay boran, algunos dicen que se originó en el 200 a. C. por monjes budistas. Es un arte destinado principalmente para la guerra y solo usado ocasionalmente en competencias controladas. También se cree que se originó a partir del krabi krabong, el arte con armas tradicional complementario al muay boran.

### Era Sukhothai
El Reino de Sukhothai es considerado el primer reino tailandés, existió entre los años 1238 y 1408. El reino Sukhothai estuvo involucrado en varios conflictos con sus vecinos. En consecuencia, tuvo que entrenar a sus soldados en el uso de armas como espadas y lanzas, y también en combate cuerpo a cuerpo. Los centros de entrenamiento de muay thai se establecieron alrededor de las ciudades, como por ejemplo el Centro de Entrenamiento Samakorn en Lopburi. Algunos eran templos donde los monjes enseñaban.
Durante este período, el muay thai fue considerado un arte superior y fue una parte del currículo real. El primer Rey de Sukhothai, Pho Khun Bang Klang Hao, conocido como Sri Indraditya, creyó en los beneficios del muay boran tanto que envió a sus hijos a entrenar muay boran al Centro de Entrenamiento Samakorn para prepararlos para tomar el trono. Entre 1275 y 1317 Pho Khun Ram Khamhaeng escribió un manual de guerra que incluía las enseñanzas de muay thai, así como la instrucción en otras habilidades de combate.

### Era Ayutthaya
Este período, desde 1445 hasta 1767, se caracterizó por frecuentes guerras entre Tailandia, Birmania y Camboya. Por lo tanto, los jóvenes tenían que prepararse desarrollando habilidades de autodefensa. El entrenamiento marcial se extendió desde el Palacio Real al público.
El centro de entrenamiento de krabi krabong Phudaisawan —Buddhai Sawan— era muy famoso en esa época, y tenía muchos alumnos. Fueron entrenados con espadas de mimbre en el krabi krabong. También fueron entrenados en muay thai como complemento al krabi krabong. Además de lucha, estos centros de formación también daban educación formal.

#### Rey Naresuan

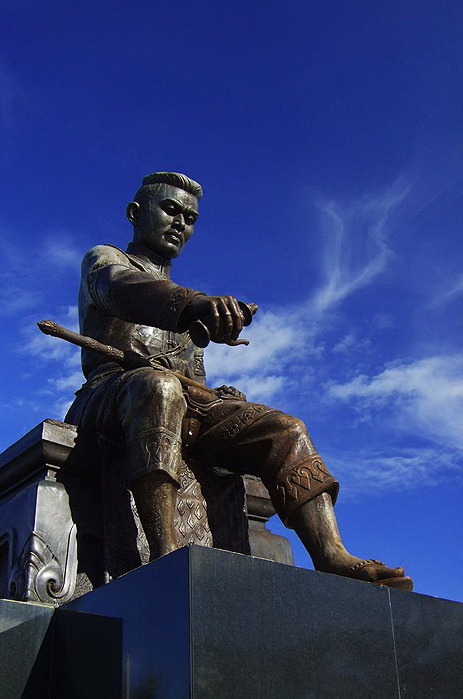
Estatua del rey Naresuan.

Durante el reinado de Naresuan, el rey llamaba a los jóvenes de su edad a entrenar con él. Tenían que ser hábiles con todas las armas y en el muay. El rey Naresuan estableció el Cuerpo de Reconocimiento para luchar en la guerra de guerrillas. Fue este cuerpo de soldados los que fueron capaces de liberar a Tailandia de Birmania durante este tiempo.

#### Rey Narai

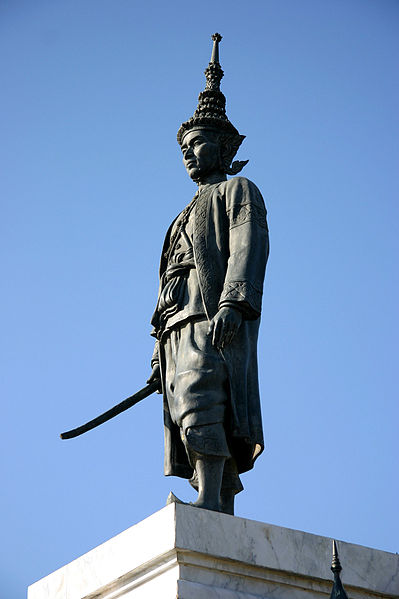
Estatua del rey Narai.

El rey Narai apoyó y promovió los deportes, especialmente al muay thai, que se convirtió en un deporte profesional. En este momento había muchos centros de entrenamiento de muay thai. El área de combate se estableció en lugares abiertos donde una cuerda se disponía sobre el suelo en una forma cuadrada para indicar el área de combate. Los boxeadores envolvían sus manos con cuerdas que se sumergían en espeso almidón o alquitrán. A este tipo de competencia se le llamaba Muay Kaad Chuek. Los boxeadores llevaban una banda en la cabeza, llamada mongkon, y un amuleto, o pa-pra-jiat, envueltos alrededor de sus brazos cuando luchaban. No había división de categorías. Las reglas se pactaban poco antes del combate. Las aldeas a menudo se desafían mutuamente y el boxeo se convirtió en una actividad central para las apuestas y festivales populares.

#### Nai Khanom Tom

Cada año, el 17 de marzo, Tailandia celebra el día de Nai Khanom Tom.

Nai Khanom Tom fue un prisionero de guerra capturado por los birmanos cuando Ayutthaya cayó por segunda vez en 1767. En 1774, el rey birmano, el rey Angwa, quiso realizar una celebración para la Gran Pagoda en Rangún. El boxeo fue incluido en el evento. Los mejores peleadores tailandeses fueron llamados a luchar contra boxeadores birmanos. El 17 de marzo de ese año, Nai Khanomtom luchó y derrotó a 10 —o 12— boxeadores birmanos sin descanso entre peleas. Era la primera vez que MuayThai fue utilizado en la competición fuera de Tailandia. Por sus logros, Nai Khanom Tom es recordado como el Padre del muay thai, y el 17 de marzo se conmemora el día del muay thai.

#### Rey Tigre
El rey Suriyenthrathibodi, también conocido como Phra Chao Suea que en idioma tailandés significa Rey Tigre, era un amante del muay thai. En una ocasión fue disfrazado de civil a la comuna llamada Tambon Talat Kruat en la provincia de Ang Thong con cuatro guardias reales. Allí entró en una competencia de muay kaad chuek. El promotor no reconoció al Rey, lo único que sabía era que el peleador venía de Ayutthaya. Dejó que el rey luchara contra muy buenos combatientes de la ciudad de Wiset Chai Chan. Ellos eran Nai Klan Madtai —puños asesinos—, Nai Yai Madlek —puños de hierro—, y Nai Lek Madnak —golpes duros—. El Rey Tigre ganó las tres peleas. El rey Prachao Sua también entrenó a sus dos hijos, el príncipe Phon y el príncipe Phet, en muay thai y en krabi krabong. Durante la primera parte del período de Ayutthaya se fundó el Departamento Real de Muay Thai. Una de sus responsabilidades era reclutar jóvenes boxeadores talentosos para luchar para el entretenimiento del Rey. Los mejores peleadores del reino fueron elegidos para la Guardia Elite Real, llamadas Thani Lir o Thanai Luark —guardias selectos—. Ellos eran responsables de la seguridad del palacio real y del rey en todo momento. Estos boxeadores se convertirían en los maestros del boxeo que entrenaron a los soldados y a los Príncipes.

### Período Thonburi
El periodo Thonburi se extendió desde 1767 hasta 1778 durante el reinado de Taksin. Fue un período de reconstrucción después de la restauración de la paz en el Reino. El entrenamiento de muay thai fue principalmente para las guerras y/o servicio militar.

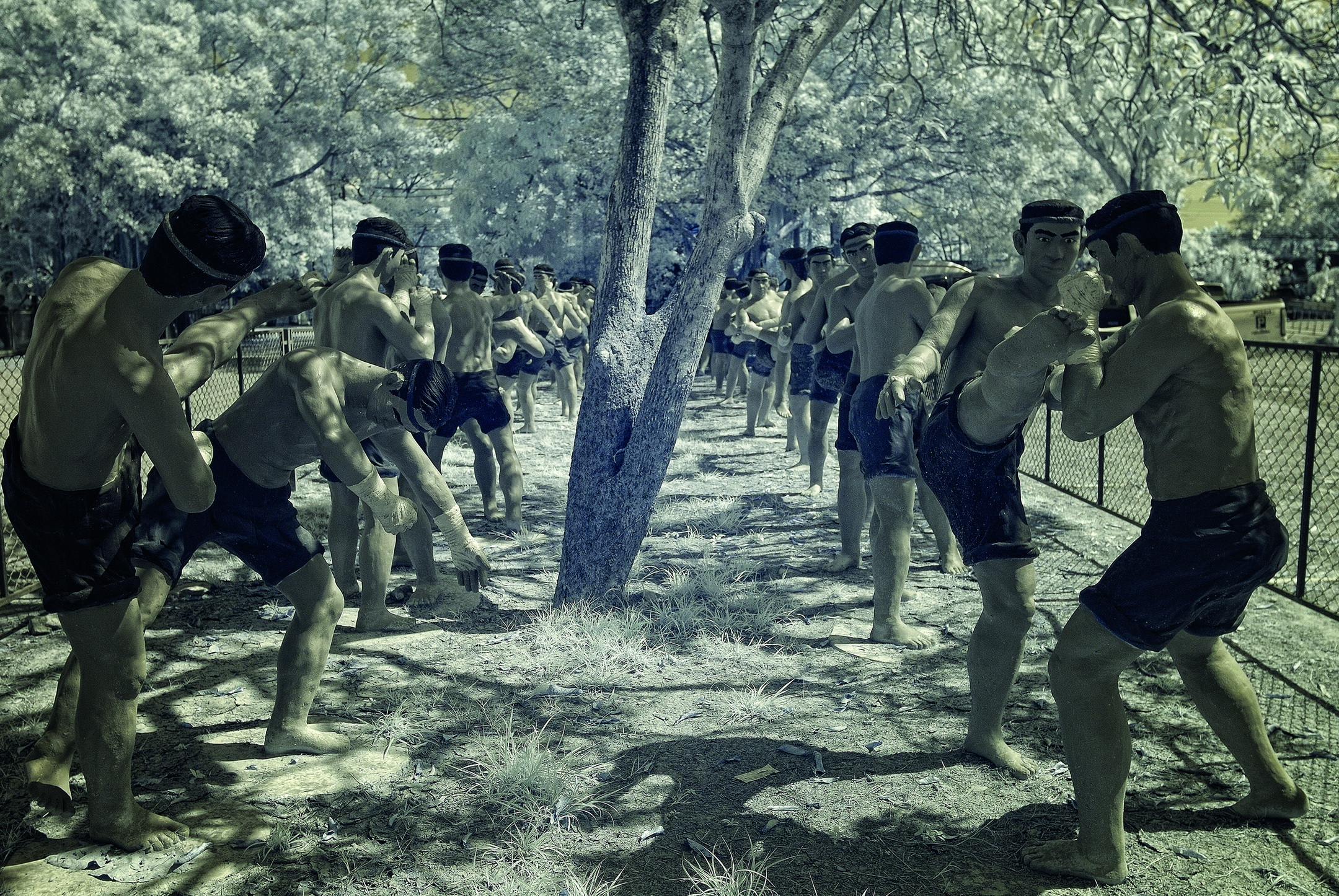
Bang Kung campos de entrenamiento para las tropas de las provincias del sur para luchar contra el ejército birmano.

La disposición de los combates competitivos del boxeo durante ese período implicó el establecimiento de diversos campos de entrenamiento, generalmente en áreas rurales. No hay evidencia de reglas o regulaciones, y se cree que los boxeadores lucharon sin ningún sistema oficial de puntos. Las pocas reglas se pactaban antes del combate, que por lo general eran al nocaut. Las competencias se llevaban a cabo en lugares abiertos como templos y plazas.

### Período Ratanakosin
La primera era de este período abarca los gobiernos del rey Rama I al rey Rama IV (1782-1868). En ese momento, el muay thai fue considerado el arte nacional de lucha. Era una parte esencial de cada festival.
Finalmente, se decidió que las reglas y los reglamentos eran necesarios, especialmente con respecto a la duración de los encuentros. Entonces se desarrolló un método de cronometraje. Una cáscara de coco con un agujero se lanzaba al agua, cuando la cáscara de coco se hundía, un tambor marcaba el final de la asalto. No había límite en el número de rondas, por lo que los boxeadores luchaban hasta que uno dejaba fuera de combate al otro o hasta que uno de ellos se rendía.

#### Rama I
El rey Rama I, entrenado como un nak muay desde muy temprana edad, era un amante de los combates de muay thai. En 1788 dos hermanos franceses que viajaban por todo el mundo comercializando mercancías, llegaron a Bangkok. Ambos habían ganado varios premios por todo el mundo. El menor de los hermanos le dijo a Pra Ya Phra Klang que quería pelear por los premios contra los boxeadores tailandeses. Esta solicitud fue transmitida al Rey Rama I y, después de consultar con Phra Raja Wangboworn, el director del Departamento de Boxeo, se acordó una apuesta de 50 cambs (4000 baht). Phra Raja Wangboworn seleccionó un buen boxeador de la Guardia Real llamado Muen Plan —o Muen Han— para luchar contra el extranjero en el Templo del Buda de Esmeralda en el Gran Palacio. El área de combate era de 20 metros de longitud. La pelea no iba a ser puntuada, terminaría cuando hubiera un ganador decisivo. Antes de la pelea, Muen Han estaba engrasado con un ungüento a base de hierbas, y llevaba amuletos en la parte superior de sus brazos. Luego fue llevado al ring sobre los hombros de un amigo.
Cuando la pelea comenzó, el extranjero, mucho más pesado, alto y fuerte, se acercó y atacó la clavícula y el cuello con intención de romperlo. Para contrarrestar estas tácticas, Muen Han intentó patear y dar pisotones. Controló la pelea gracias a su juego de piernas más rápido que el de su adversario. El extranjero comenzó a cansarse y parecía que iba a perder. Su hermano, al darse cuenta de esto, entró al ring para ayudar a su hermano menor. Esto provocó un alboroto entre los espectadores. Muchos extranjeros resultaron heridos. Los dos hermanos, después de recuperarse de sus heridas, salieron de Tailandia.

#### Rama II
Desde joven, Phra Phutthaloetla Naphalai, el rey Rama II entrenó como un boxeador en el Centro de Entrenamiento de Bang Wa Yneral del ejército, Somdet Prawanarat -Tong You. A los 16 años, aprendió más sobre muay thai en el Departamento de Boxeo. Cambió el nombre del deporte de su nombre anterior, Ram Mad Ram Muay, a muay thai.

#### Rama III
Nangklao —el rey Rama III— aprendió muay thai en el Departamento de Boxeo. Durante su reinado a los muchachos tailandeses les encantaba pelear, y aprendieron muay thai y krabi krabong de Khun Ying Moe. Khun Ying Moe es famoso por llevar a muchas mujeres valientes para derrotar a los soldados invasores del príncipe Anuwong de Vientienne, Laos, que estaban atacando la ciudad de Korat.

#### Rama IV
Cuando era joven, Mongkut —el rey Rama IV— amaba vestirse como un boxeador. También le gustaba el krabi krabong. A menudo, boxeaba y competía en krabi krabong durante los festivales en los terrenos del Templo del Buda Esmeralda. Durante este tiempo, en Tailandia se vio el crecimiento de los deportes y la cultura occidentales. Sin embargo, el muay thai siguió siendo una actividad popular y un fuerte símbolo de la cultura tailandesa.

### Modernización

#### Primera mitad delsigloXX

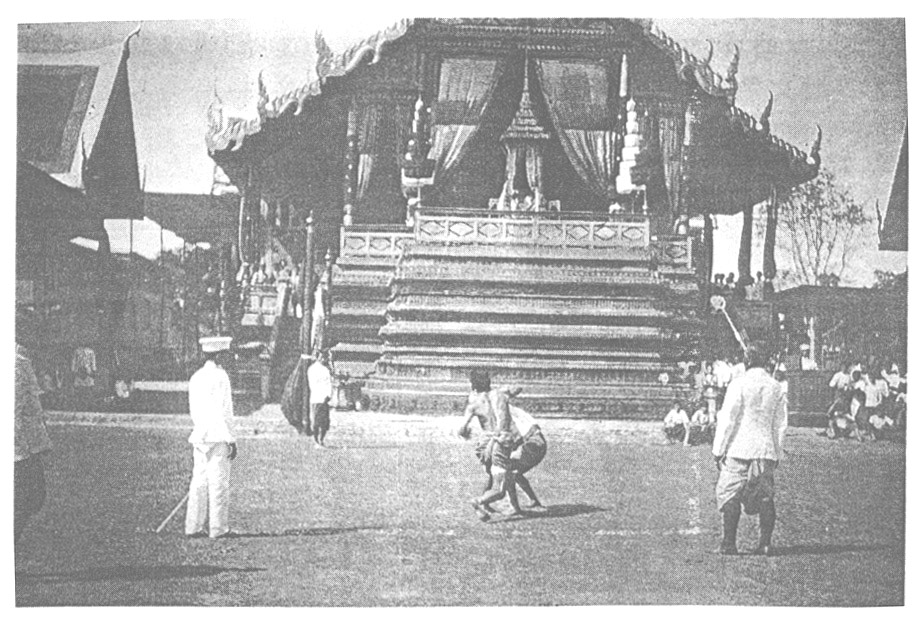
Muay Boran durante el reinado del rey Chulalongkorn.

El rey Rama V aprendió muay thai en el Departamento de Boxeo con el maestro de boxeo Luang Pola Yotanuyoke. Al rey le encantaba ver combates, de vez en cuando pedía a los oficiales reales organizaran torneos para él. Estos torneos fueron utilizados para reclutar hombres para la Guardia Real. Con el fin de promover el interés en los deportes tailandeses, el rey alentó los torneos muay thai. También alentó la promoción de los centros entrenamientos reales para entrenar a los jóvenes. Estos centros también organizaban torneos de muay thai. La oficina real también enviaba invitaciones oficiales a los jefes de los centros reales para que sus boxeadores participaran en eventos y festivales especiales. Los ganadores en tales eventos eran nombrados por el rey Muen —título no hereditario similar al de caballero en Inglaterra—.
En 1887, el rey Rama V estableció el Departamento de Educación. El muay thai estaba incluido en el plan de estudios de educación física y en el Real Colegio Militar Prachufachomktao. Este período es considerado la edad de oro de muay thai.
En 1913 el boxeo inglés es introducido en la currícula de la Escuela Secundaria Suan Kularb. En 1919 el muay thai es enseñado como deporte en el plan de estudios de la Escuela Secundaria de Suan Kularb.
Durante este período Tailandia fue a la Primera Guerra Mundial. El ejército tailandés fue a Francia con el general Phraya Bhijai Janriddhi (Phad Devahastin Na Ayutthaya) como comandante. Él organizó un combate para entretener a sus soldados y a europeos, en ese momento nació el interés europeo en el muay thai.

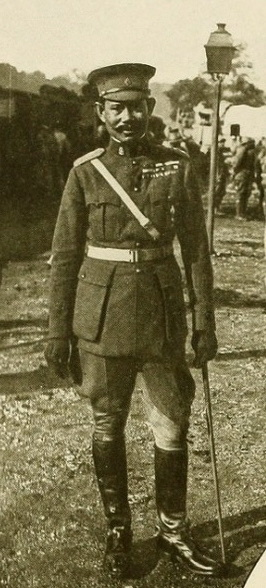
General Phraya Bhijai Janriddhi, primer organizador de muay thai en Europa.

En 1921, después de la guerra, el primer estadio permanente de boxeo fue construido en el campo de fútbol en la Escuela Suan Khulab. Fue nombrado el Estadio de Boxeo Suan Kularb. Al principio, los espectadores se sentaban o se paraban alrededor del cuadrilátero. El cuadrilátero en sí era un cuadrado de 26 metros de largo. Los nak muay todavía usaban las kaad chuek —vendaje tradicional—, llevan una banda en cabeza o mongkon, y un amuleto o pa-prajiat alrededor de sus brazos. Llevaban pantalones cortos y un cinturón hecho con un largo trozo de tela. No llevaban camisa ni zapatos. El árbitro llevaba un uniforme de estilo tailandés con una camisa blanca real y calcetines blancos.
El General Phad Devahastin construyó un estadio de boxeo llamado Lak Muang en Tachang. La cuerda del cuadrilátero era más gruesa y más tensada y sin un espacio para que entren los boxeadores. Sería el primer estadio en adoptar el uso de guantes. Fue cerrado en 1929.
En este período se reglamentó al muay thai de manera similar al boxeo. El cuadrilátero debe ser elevado a una altura de un metro sobre el suelo, con su superficie acolchada, y rodeado por cuerdas. El árbitro comenzó a usar un uniforme y ahora había un cronometrista con dos relojes. Se usaba un tambor para anunciar el final de los asaltos y se estableció el combate en 11 asaltos de tres minutos. Los boxeadores debían romper cuando el árbitro así lo ordenaba. Estaba prohibido morder, atacar los ojos o golpear al oponente caído.
En 1926 kru Chua Chaksurak se vio obligado a usar guantes por razones legales al dar una exhibición de muay en Sídney, Australia. Cuando regresó se convirtió en un fuerte defensor de la adopción de guantes en el muay thai, y ayudó a estandarizar el moderno muay thai basado en modificaciones de las reglas del marqués de Queensberry durante la era de posguerra en Rajadamnern.
En 1929 las órdenes gubernamentales requería que todos los boxeadores usaran guantes de boxeo. Los guantes de boxeo fueron introducidos a Tailandia por un boxeador filipino que fue a Tailandia para un encuentro de boxeo. Antes de la introducción de los guantes de boxeo hubo un accidente fatal cuando Nai Pae Liangprasert de Ta Sao, provincia de Uttaradit, mató a Nai Jia Kakamen en un combate de boxeo que se luchó en el estilo Kaad Chuek.
En noviembre de 1929 Chao Khun Katatorabodee organizó peleas de boxeo junto a otros eventos en un parque de diversión en el Parque Lumpini. Se inauguró el Suan Sanuk Stadium. Se construyó el primer cuadrilátero de boxeo con estándar internacional con tres cuerdas y un suelo de lona. El propietario quería presentar peleas internacionales de boxeo, por lo que el cuadrilátero fue construido según los estándares internacionales. Había esquinas rojas y azules, dos jueces y un árbitro en el cuadrilátero. Fue aquí donde primero se usó una campana para marcar los asaltos por primera vez.
Para celebrar en la víspera de Año Nuevo de ese año, un combate fue programado entre Samarn Dilokwilas y Det Poopinyae, acompañado por una pelea especial entre Nai Air Muangdee y Nai Suwan Niwasawat. Nai Air Muangdee fue el primer boxeador que usó un protector inguinal metálico. Desde entonces ha sido de uso general.
En 1937 el Departamento de Educación redacta su reglamento oficial.

Hoy en día, el boxeo tailandés se usa para entrenamiento militar.

Entre 1935-1941 se construyó un estadio de boxeo en Jao Khet. Se llamaba Estadio Suan Jao Khet. En la actualidad es el Departamento de Cuerpos de Entrenamiento de Oficiales de Reserva. El estadio estaba dirigido por personal militar. Parte de los ingresos se donaron para apoyar actividades militares. Esta práctica —de financiamiento militar— es habitual en la actualidad. Después de varios años, estalló la Segunda Guerra Mundial. En ese momento el estadio de boxeo estaba cerrado. Las tropas japonesas llegaron a Tailandia el 8 de diciembre de 1941.
La construcción del Rajadamnern comienza en 1941. Su construcción se vio perjudicada por la falta de materiales de construcción debido a la Guerra del Pacífico. Trece años después del decreto de Rama VII, Khorat adopta el uso de guantes en todas sus peleas en 1942.
De 1942 a 1944, mientras que la guerra seguía su curso, peleas de boxeo se organizaron en las salas de cine durante el día.
El 23 de diciembre de 1945 el estadio de boxeo Rajadamnern abrió oficialmente. El Sr. Pramote Puengsoonthorn era su presidente y Praya Chindharak era su administrador. El promotor fue kru Chit Ampolsin. Todos los domingos, de 4 a 7 de la madrugada, se organizaban peleas. Las reglas eran las del Departamento de Educación Física. Los encuentros eran de cinco asaltos de tres minutos de duración, con dos minutos de descanso. Los boxeadores fueron pesados por la piedra. Dos años más tarde, el peso se midió en kilogramos, y en 1948 las libras fueron adoptadas como la medida del peso de un boxeador para estar en conformidad con las normas internacionales. Los encuentros se organizaron para seleccionar un campeón para cada clase, siguiendo el estilo internacional.

#### Segunda mitad delsigloXX
En 1956 se abre el Estadio Lumpinee. Khet Sriapai, nieto de muen muay Chaiya es el gerente.
En 1960 Kone Kingpetch derrota a Pascual Pérez en el Estadio Lumpinee para convertirse en el primer campeón del mundo de boxeo occidental tailandés (peso mosca). En 1961 el rey Bhumibol Adulyadej establece la Copa del Rey.
En 1993, laInternational Federation of Muaythai Associations (IFMA) fue inaugurada. Se convirtió en el federación deportiva de muay thai amateur. Lo integran 130 países miembros de todo el mundo y es reconocido por el Consejo Olímpico de Asia.
En 1995, la World Muaythai Council (WMC), la más antigua y grande organización profesional de muay thai, fue creada por el Gobierno Real de Tailandia y sancionada por la Autoridad Deportiva de Tailandia.Fue fundada a través de la fusión de dos organizaciones existentes establecidas en Bangkok. Para agosto de 2012, tenía más de 80 países miembros.
Durante el Campeonato del Mundo IFMA 2019, se celebró la Asamblea General Ordinaria en donde de manera histórica se unificó la parte amater representada por IFMA y la parte profesional representada por el World Muaythai Council (WMC) única entidad que recibe el apoyo del patronato del Rey de Tailandia.
El Comité Olímpico Internacional reconoció el 20 de julio de 2021, en su 138.ª sesión, a la International Federation of Muaythai Associations (IFMA) como el organismo rector mundial de este deporte.

### SigloXXI

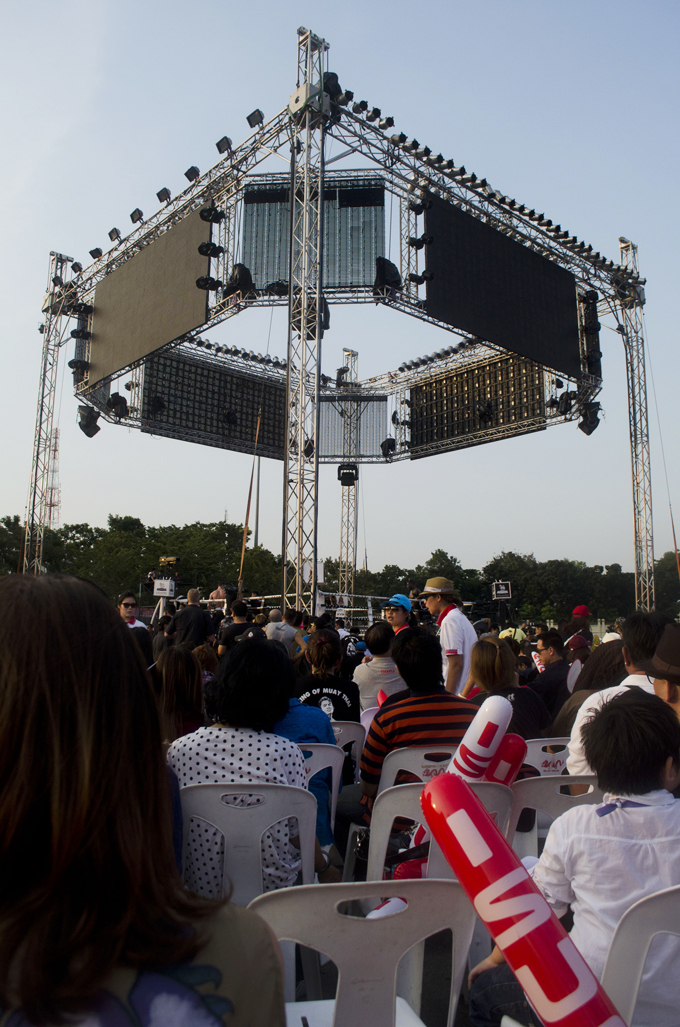
Etapa de competencia "Thai Fight" 2012.

En 2006, el muay thai fue incluido en SportAccord con la IFMA como miembro. Uno de los requisitos de SportAccord fue que ningún deporte puede tener el nombre de un país en su nombre, como resultado, se hizo una enmienda en la constitución de IFMA para cambiar el nombre del deporte de 'muay thai' a 'muaythai' escrito en una palabra de acuerdo con los requisitos olímpicos.
En 2014 el muay thai fue incluido en los International World Games Association (IWGA) y estará representado en el programa oficial de The World Games 2017 en Breslavia, Polonia.
En enero de 2015, el muay thai recibió el patrocinio de la Federación Internacional de Deportes Universitarios (FISU) y en marzo de 2015 se celebró en Bangkok la primera Copa Mundial Universitaria de Muay thai.
En el 2016, fue reconocido provisionalmente como deporte olímpico. Finalmente, en el 2021 el Comité Olímpico Internacional (COI), lo reconoció oficialmente como deporte olímpico, por lo que esta disciplina podrá estar en Juegos Olímpicos futuros.

## Cuadrilátero

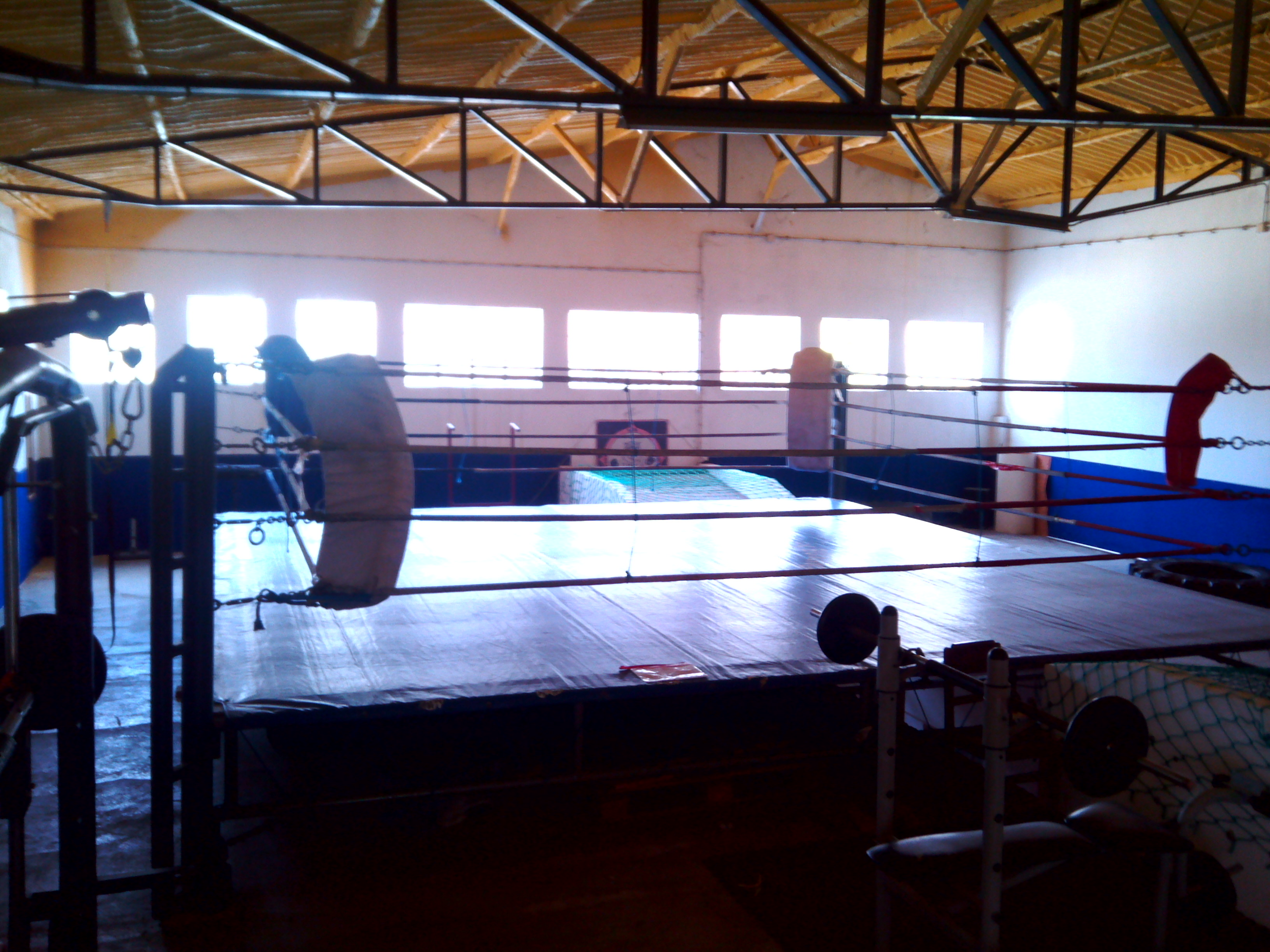
Cuadrilátero

En el muay thai moderno se pelea sobre un cuadrilátero, heredado del boxeo, aunque oficial y comúnmente se emplea el anglicismo “ring”. Se trata de una plataforma con cuatro postes en las esquinas y rodeado por cuerdas. Está diseñado para permitir que la pelea sea vista por el público. La plataforma elevada proporciona altura al evento. La WMC exige que levante por entre 1,20 metros 1,50 metros del suelo. Mientras que IFMA pide una altura entre 90 centímetros y 1,20 metros.  En cuanto a las dimensiones, para WMC pueden ser de 6,10 metros a 7,30 metros entre cuerdas y debe extenderse más allá de las cuerdas por lo menos 50 centímetros, pero no más de 90 centímetros; y para IFMA el máximo será de 6,10 metros y el mínimo de 4,90 metros sobresaliendo unos 85 centímetros. Los cuadriláteros más comunes son los e 6,10 metros, reglamentarios en boxeo. También debe haber escaleras en las esquinas asignadas a los peleadores y una en una esquina neutral.

### La lona
Al suelo del cuadrilátero se lo llama lona. El suelo debe estar cubierto de material blando, como goma, paños de tela suave, esponja o material similar, debe alcanzar un espesor de al menos 2,5 centímetros, pero no más de 3,75 centímetros para WMC y entre 1,5 a 2 centímetros para IFMA. Una lona debe cubrir todo el suelo, estando tensa y lisa.
En los encuentros, la lona toma importancia reglamentaria, ya que al ser noqueado y quedar derribado sobre la lona después de un conteo de protección establecido por el arbitraje dará como resultado la derrota al peleador si no se recuperó y la victoria al boxeador que impuso el castigo. Por lo que quedar en la lona es equivalente a perder el encuentro. Una de las medidas esenciales para continuar un combate es el que los boxeadores se mantengan en pie.
Una forma de detener una pelea momentáneamente es el de colocar una rodilla sobre la lona; esto indicará al referí que el boxeador ha solicitado que se detenga la pelea por alguna razón.

### Esquinas

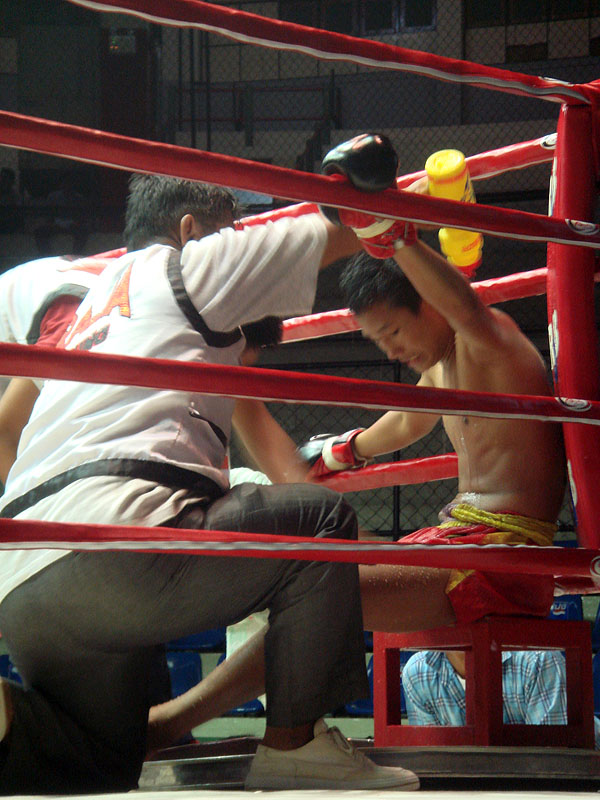
Peleador en su esquina durante el descanso.

En cada una de las cuatro esquinas se levanta un poste de 10 a 12,5 centímetros de diámetro apropiadamente acolchados para evitar lesiones en los peleadores.
Una esquina es asignada a un combatiente, y la esquina opuesta le es asignada al otro. Estas esquinas son las áreas que representan la reagrupación del boxeador durante el período de descanso entre asaltos. También es donde el equipo de apoyo del deportista atienden sus heridas, ofrecen agua y consejo. El equipo de esquina es de gran importancia en el transcurso del encuentro, pues conocen al boxeador, frecuentemente lo han seguido desde su entrenamiento, y pueden ofrecer ajustes de técnica en combate y defensa porque ven el desarrollo de la pelea desde fuera de las cuerdas.
El equipo de apoyo puede ser constituido por el entrenador principal, el entrenador asistente y un paramédico encargado de cerrar las heridas y detener el sangrado.
Al finalizar el asalto, es común que se suba un banco para que el boxeador se siente y repose brevemente y sea más fácil atenderlo; cuando el boxeador regresa a atender el siguiente asalto, el asiento -y cualquier otro objeto- se retira para dejar el área libre.

### La campana

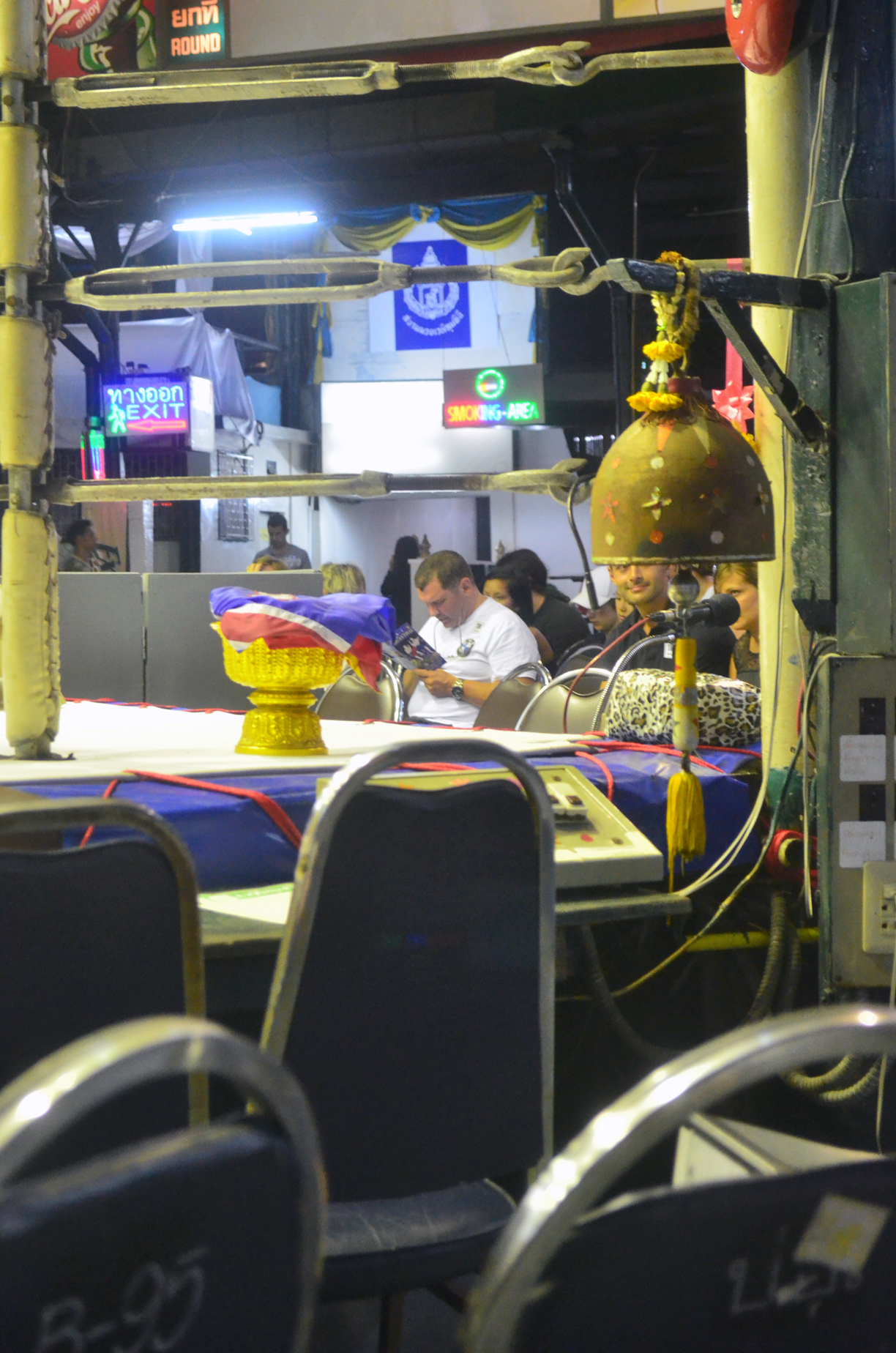
Campana en el Lumpinee.

Cada asalto es de tiempo limitado, y los peleadores son avisados de iniciar el asalto y de concluir cada asalto y detener los golpes de inmediato al escuchar el sonido de una campana. Es común que los boxeadores sean avisados con anticipación 10 segundos antes que suene la campana. El tono metálico de la campana es percibido al sonar, generalmente, una sola vez en cada ocasión. La campana es sonada por alguno de los jueces o del personal de arbitraje, por lo que no está presente dentro del cuadrilátero sino en su alrededor. Es ilegal continuar los golpes después de escuchar la campana.

### Las cuerdas
Las cuerdas señalan el área reglamentaria y proveen cierto grado de seguridad. Se encuentran posicionadas en forma paralela una de la otra, y son cuatro de ellas por lado. Deben tener de 3 a 5 centímetros de diámetro y estar a una distancia de 45 centímetros, 75 centímetros, 1.05 metros y 1.35 metros desde la superficie de la lona. Entre las esquinas, las cuerdas tienen tensores que ayudan a mantener un espaciamiento entre cuerdas constante.
El uso de las cuerdas durante un combate pugilístico se torna estratégico dependiendo de la defensa y ataque. Un peleador abatido quizá busque apoyar su espalda sobre las cuerdas durante un ataque de su contrario, o buscar resguardo cubriendo su espalda en el poste de alguna esquina y esperar que las cuerdas que están en la proximidad sirvan de estorbo alguno a los golpes. Por lo tanto, el uso de la frase “estar contra las cuerdas” es indicativo de una situación adversaria y desventajosa.

## Wai Kru

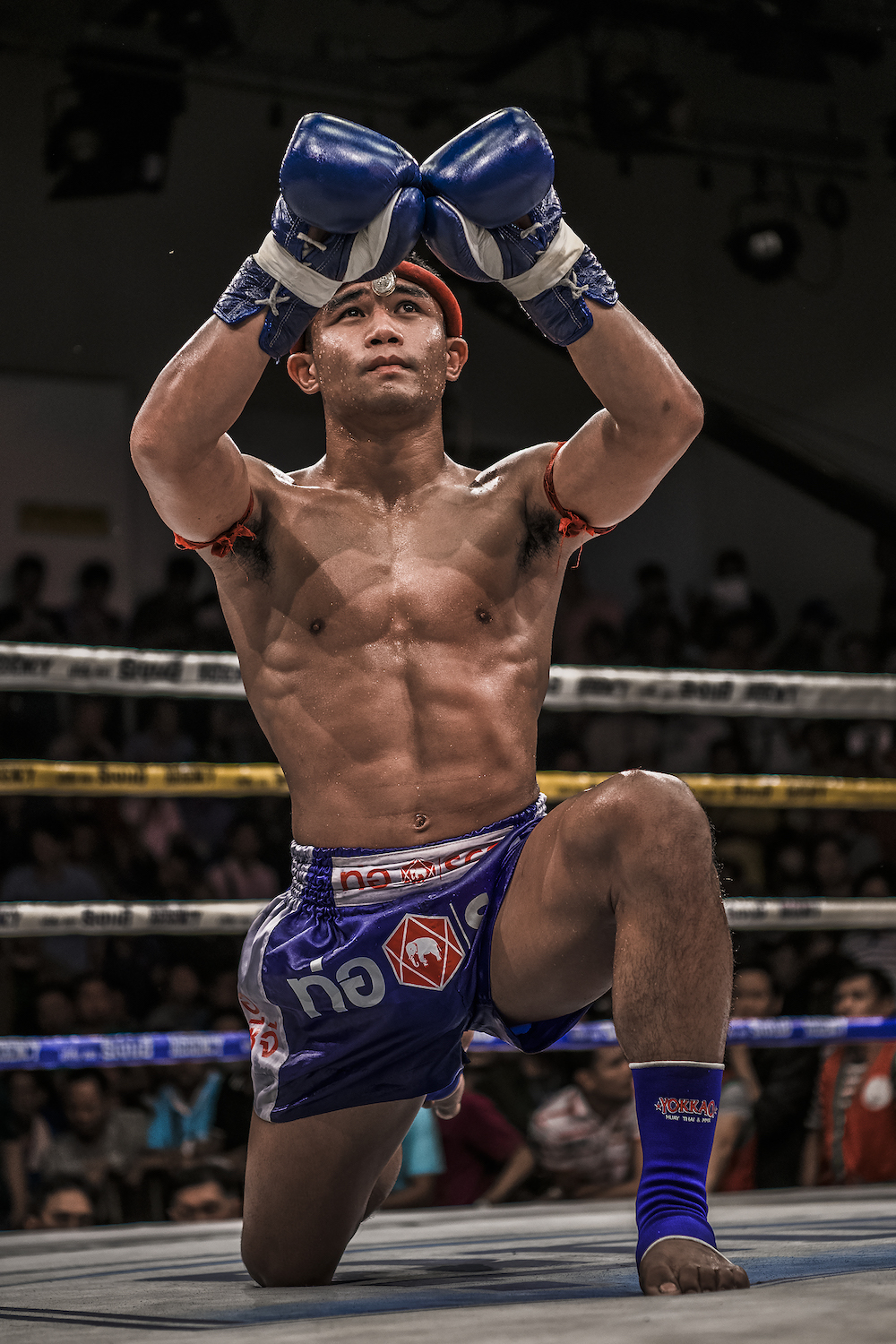
Ram Muay, rituales previos al combate.

El Wai Khru Ram Muay es un ritual realizado por los nak muay, los practicantes de muay thai, antes de luchar. Conocido por diferentes nombres, también existe en muay Lao de Laos, en el pradal serey de Camboya, y en el tomoi de Malasia. Consiste en dos partes: el wai khru y el ram muay. El wai es un saludo tailandés tradicional con las palmas juntas como una señal de respeto. Khru es la forma tailandesa de la palabra sánscrita gurú que significa maestro. Ram es la palabra tailandesa para bailar en estilo clásico, y muay significa boxeo o arte marcial. Por lo tanto, el término completo puede traducirse como "baile de guerra que saluda al maestro", pero los tailandeses generalmente lo acortan a wai khru o ram muay. El ram muay muestra respeto y gratitud al maestro del boxeador, sus padres, y a sus antepasados. Cuando los boxeadores luchaban delante de la realeza, el ram muay también era una muestra de respeto al rey.
Al entrar en el cuadrilátero, los combatientes caminan en el sentido contrario a las agujas del reloj y oran en cada esquina. Inclinan su cabeza en cada esquina tres veces en saludo a Buda -o a los dioses hindúes-, Rama y la sangha de los monjes. Después, comienzan el ram muay, los movimientos de los cuales se dice que se basan en Hanuman. El ram muay es un ritual personal, que va desde lo muy complejo hasta lo más simple, y a menudo contiene pistas sobre quién entrenó al luchador y de dónde es el luchador. El ram muay está acompañado por música en vivo, proporcionando un ritmo a los movimientos del boxeador.

## Técnicas
El muay thai está lleno de numerosas técnicas. La adaptación contemporánea como deporte lo asemeja en principio al boxeo occidental especialmente porque desde 1930 se adoptaron los guantes, restringiendo el uso de la mano abierta. Cabe destacar que en la actualidad se lo considera como el deporte de contacto más efectivo al compararlo con otras disciplinas de contacto siempre y cuando se realice el combate de pie.

### Posición de guardia
Es la posición de lucha que debe adoptarse ante el adversario, ya sea en ataque o en defensa. Debe estar lo más relajado posible para evitar un desgaste innecesario de energías.
La guardia es esencialmente personal ya que no existe una regla que obligue a mantener una postura, pero una posición inadecuada puede producir ineficiencia en el combate a la hora de triunfar.
La guardia esta fuertemente influenciada por el boxeo occidental. Suele adoptarse una guardia boxística cambiando únicamente la postura de las piernas y cadera.
En el estilo tradicional tailandés la guardia es más abierta y alta, adaptada especialmente para los golpes de codo y patadas circulares. Los puños deben encontrarse a la altura de los ojos, manteniendo los hombros de frente y en alto, y el mentón casi tocando el pecho. Los antebrazos deben estar en posición vertical y paralelos en el ancho de los hombros, la cadera debe encontrarse de frente al contrincante y los pies deben estar a la distancia de los hombros y semiflexionadas listas para un bloqueo de tibia.

### Puños
| Jab                                        | หมัดหน้า/หมัดแย็บ    | Mat na/Mat yaep      | màt nâ                |
| Cross o directo                            | หมัดตรง           | Mat trong            | màt troŋ              |
| Hook o gancho horizontal                   | คนบ้า             | Mat wiang san        | màt wìəŋ sân          |
| Swing o gancho horizontal de gran amplitud | หมัดเหวี่ยงยาว      | Mat wiang yao        | màt wìəŋ jaːw         |
| Backfist o puño giratorio                  | หมัดเหวี่ยงกลับ      | Mat wiang klap       | màt wìəŋ klàp         |
| Uppercut o gancho ascendente               | หมัดเสย/หมัดสอยดาว | Mat soei/Mat soi dao | màt sɤ̌j, màt sɔ̌j daːw |
| Cobra punch o puño superman                | กระโดดชก         | Kradot chok          | kradòːt tɕʰók         |

### Codos
El codo se puede utilizar de varias maneras como un arma sorprendente: horizontal, diagonal hacia arriba, diagonal hacia abajo, gancho, hacia abajo, hacia atrás en giro y volando. De lado puede ser utilizado ya sea como un movimiento final o como una manera de cortar la ceja rival para que la sangre pueda bloquear su visión. Los codos diagonales son más rápidos que las otras formas, pero son menos poderosos. El codazo se considera la forma más peligrosa de ataque en el deporte.
| Nombre                       | tailandés              | romanización               |
| ---------------------------- | ---------------------- | -------------------------- |
| Codo descendente en diagonal | ศอกตี (ศอกสับ)           | Sok ti                     |
| Codo horizontal              | ศอกตัด                  | Sok thad/tat               |
| Codo ascendente/uppercut     | ศอกงัด                  | Sok ngat                   |
| Codo en giro                 | ศอกกลับ                 | Sok klap                   |
| Codo horizontal de reversa   | ศอกเหวี่ยงกลับ (ศอกกระทุ้ง) | Sok wiang klap/Sok kratung |
| Codo doble cantante          | ศอกกลับคู่                | Sok klap khu               |
| Codo con paso hacia adelante | ศอกพุ่ง                  | Sok phung                  |
| Codo en salto                | กระโดดศอก              | Kradot sok                 |

También hay una clara diferencia entre un solo codo y un codo de seguimiento. Un único codo es un movimiento del codo independiente de cualquier otro movimiento, mientras que un codo de seguimiento es el segundo golpe con el mismo brazo, siendo un gancho o puñetazo directo en primer lugar con un codo de seguimiento. Tales codos, y la mayoría de los golpes de codo, se utilizan cuando la distancia entre los combatientes se vuelve demasiado corta y hay muy poco espacio para lanzar un gancho a la cabeza del oponente. Los codos también se pueden utilizar con gran efecto como bloqueos o defensas contra, por ejemplo, las rodillas en salto, los rodillazos al cuerpo, las patadas al cuerpo o golpes. Cuando esté bien conectado, un golpe de codo puede causar serios daños al oponente, incluyendo cortes o incluso un knockout.

### Agarres y barridos
En muay thai se puede agarrar al contrincante, a la vez que se realizan proyecciones, o bien agarrarlo de la nuca mientras se le golpea con la rodilla en la cara o en el cuerpo incluyendo las piernas, a esta posición de agarre y retención del oponente en la corta distancia mundialmente se le conoce como: clinch  (en boxeo), o en tailandés plum.
Las técnicas utilizadas durante el "clinch" o "plum", suelen ser técnicas de agarre o sujeción para golpear al oponente y algunas técnicas de proyección, con la opción de tirar al adversario al suelo; según el reglamento esto se debe lograr mediante golpes a los puntos de apoyo o derribos a cuerpo completo sin llegar a un lanzamiento por encima de la cintura o de hombro como en Judo, pero optando por el uso de barridos y segados a los pies, piernas y rodillas, tipo zancadilla. En la distancia corta también se utilizan los codos y las rodillas como acciones complementarias a los barridos.

### Patadas
| Nombre                              | Tailandés | Romanización    |
| ----------------------------------- | --------- | --------------- |
| Barrido                             |           |                 |
|                                     |           | patada circular |
| Patada de tibia y rodilla           |           |                 |
| Patada giratoria                    |           |                 |
| Patada circular con presión         |           |                 |
| Patada hacha o vertical descendente |           |                 |
| patada en salto                     |           |                 |
| patada escalando                    |           |                 |

Las patadas circulares entre la rodilla y la cadera se llaman Low Kick, de la cadera hasta el pecho tebiancon o middle kick y a la cabeza tebianbon o High-Kick.
Las patadas frontales, que pueden ir dirigidas tanto al torso como al rostro, se denominan Front-Kicks o "Push-kick", que pueden ser usadas para pegar o para empujar, la patada con giro es llamada Back-Kick

### Rodillazos
| Nombre               | Tailandés | Romanización      |
| -------------------- | --------- | ----------------- |
| rodillazo recto      |           |                   |
| rodillazo diagonal   |           |                   |
| rodillazo redondo    |           |                   |
| rodillazo horizontal |           |                   |
| rodillazo lateral    |           |                   |
| rodillazo bomba      |           | rodillazo volador |
| rodillazo escalando  |           |                   |

### Defensa contra ataques
Existen seis grupos de defensas dentro del muay thai:
- Bloqueo - cubrir con una parte del cuerpo dura otra más sensible.
- Redirección - paradas suaves para cambiar la dirección del golpe.
- Esquiva - mover una parte del cuerpo de la trayectoria o alcance del golpe.
- Evasión - mover el cuerpo fuera de la trayectoria o alcance del golpe.
- Interrupción - adelantarse al ataque golpeando al oponente cuando trata de cerrar la distancia.
- Anticipación - atrapar el golpe o atacar mientras se lanza.

## Estilos de pelea
Hay varios estilos de lucha diferentes en el Muay Thai. Cada estilo se define por la elección de una estrategia concreta. Se sabe que algunos estilos son más agresivos, mientras que otros son defensivos y calculados.
El Muay Thai también se conoce como el “Arte de las 8 extremidades” que se refiere a los dos puños (puñetazos), dos codos, dos rodillas y dos piernas (patadas). Todos los luchadores de Muay Thai entrenan en todas las técnicas de golpe, pero ciertos estilos de Muay Thai se enfocan en armas particulares como puñetazos o patadas.
Existen diversas divisiones de estilos en el Muay Thai nosotros nos centraremos en las cinco clásicas:

### Muay Femur
Los practicantes de este estilo suelen ser conocidos por su gran inteligencia en el cuadrilátero. Son peleadores capaces de ejecutar de forma eficiente todas las técnicas del Muay Thai.
Los Muay Femurs se basan en una multitud de técnicas e incluso pueden alternar entre diferentes estilos según el oponente. Por lo general, se destacan en el movimiento, la defensa y ganan peleas superando a su oponente en las tarjetas de puntuación, sin embargo, cuando surge la oportunidad, son igualmente rápidos para terminar la pelea.
Se sabe que los mejores luchadores de Muay Femur poseen un hermoso estilo de lucha que es muy apreciado por los fanáticos y conocedores del deporte.
Los luchadores notables de Muay Femur incluyen a Samart Payakaroon, Saenchai y Superlek Kiatmoo9.

### Muay Khao
Este estilo confía en sus potentes golpes de rodilla para terminar la pelea; son peleadores que suelen realizar combinaciones de rodillazos al torso del oponente y en ocasiones a su cabeza con la idea de provocar el mayor daño posible y así provocar knockdowns o nocauts en sus oponentes.
Estos peleadores son hábiles en el uso del clinch desde el cuál lanzan sus potentes golpes de rodilla, aunque también son capaces de golpear desde fuera. Normalmente, son peleadores con un nivel de cardio alto y una gran técnica de puñetazos, que utilizan para acercarse lo suficiente al oponente para usar su juego de rodillas.
El Muay Khao tiende a ser un estilo muy dominante, y parece que las multitudes realmente disfrutan viéndolo. En Tailandia este estilo ha dado lugar a muchos campeones.
Los exponentes de este estilo son: Dieselnoi Chor Thanasukarn, y Nuenglanlek Jitmuangnon.

### Muay Mat
El Muay Mat es uno de los estilos más agresivos del Muay Thai, los peleadores de este estilo son conocidos por intercambiar duros golpes con sus oponentes sin dejar de avanzar sobre todo en las primeras rondas del combate además de por su gran poder de knockout y su destreza con los puñetazos.
Aunque son conocidos por su poder de puños estos peleadores también utilizan patadas bajas en las tibias y muslos de su oponente con el fin de reducir las distancias.
Posiblemente, el ejemplo más claro de este estilo sea el campeón de ONE Championship Rodtang Jitmuangnon.

### Muay Tae
Un Muay Tae es un luchador que prefiere las patadas. La patada giratoria es una de las armas más devastadoras en el arsenal de Muay Thai y muchos luchadores han construido su estilo de lucha en torno a ella.
Este estilo de pelea hace que sean muy difíciles de alcanzar en las distancias cortas y que se centren sobre todo en combinaciones de largo alcance. Los luchadores de Muay Tae lanzan patadas constantemente y desde todos los ángulos y niveles, predominantemente desde su lado más fuerte y constantemente con toda su potencia.
Su técnica de patadas es clásica y ha sido perfeccionada a través de años de entrenamiento agotador en las almohadillas y en la bolsa pesada. Un luchador de Muay Tae también usa inteligentemente la patada para controlar la distancia y preparar otras armas, lo que a menudo conduce a nocauts espectaculares.
Los luchadores notables de Muay Tae incluyen a Samkor Kiatmontep y Singdam.

### Muay Sok
Los luchadores de Muay Sok son portadores de codazos brutales. A estos luchadores les gusta sacar provecho de estar en el clinch y siempre están buscando oportunidades para lanzar poderosos codazos sobre su oponente. A menudo buscan su oportunidad entre los golpes de sus oponentes para encontrar espacio para deslizarse en un codazo rápido.
Estos luchadores son agresivos y peligrosos y son excelentes luchadores de contraataque. La agilidad al lanzar strikes mantiene el ritmo del partido a un alto volumen e intensidad, brindando mucha emoción a los espectadores.

### Otros estilos de Muay Thai

#### Muay Bouk[35]
Es un estilo agresivo y muy potente basado en el intercambio continuo de golpes. Rara vez se retiran, siempre empujando hacia adelante y escalando la acción a su punto máximo. Las peleas con Muay Bouk siempre son emocionantes y entretenidas. Su energía y estilo de alto octanaje los convierten en los favoritos de los aficionados y del público.
Muay Bouks emplean todas las armas, lo que sea necesario para derribar a sus oponentes. En el proceso, se ponen bajo fuego directo y reciben golpes, pero nunca retroceden.
Muay Bouks son conocidos por estar entre los luchadores más duraderos con corazón. Cuando suben al ring, siempre es una guerra.
Los luchadores notables de Muay Bouk incluyen a Ramon Dekkers y Liam Harrison.

#### Muay Plam[36]
Es un estilo basado en el clinch, son peleadores que se enganchan en el clinch con sus oponentes. Combinan los barridos con codazos en la distancia corta y potentes rodillazos en la distancia corta.

#### Muay Farang[36]
A lo largo de los años, ha aparecido otro estilo de lucha de muay thai, a los tailandeses les gusta llamarlo muay farang, o "estilo extranjero".
Se describe mejor como una mezcla del muay thai estilo tailandés original e influencias añadidas del oeste. Estas influencias pueden incluir buenas habilidades de boxeo o kickboxing, una guardia estable sin cambios de estilo tailandés en el juego de pies, atributos físicos (como fuerza y acondicionamiento, nutrición, etc.) u otras experiencias de artes marciales agregadas al arsenal de Muay Thai de los luchadores con el tiempo.

## La ética y normas de cortesía para los practicantes de muay thai
Como todo arte marcial tradicional oriental, y a diferencia de los deportes de contacto, el muay thai tiene un código de conducta que busca: promover la armonía entre los practicantes durante la práctica, además de ser aplicable a su vida personal, familiar y en sociedad. Este código está basado en las enseñanzas filosóficas del Budismo Theravada, propio de Tailandia. Algunas de sus normas son:
- Hacerse a uno mismo útil a la sociedad.
- Ser cortés y educado con todos cada vez que sea posible.
- No ser violento en su palabra, pensamientos o acciones, construir el carácter.
- Ser fiel a sí mismo y con los demás.
- Mostrar perseverancia cuando sea posible.
- Estar dispuesto a sacrificarse por el bien de tu país, o comunidad si es necesario.
- Tener una fuerte disposición y determinación (“tan fuerte como el acero, tan duro como el diamante”).
- Llevar la moral en alto, no dar cabida a la tristeza.
- Tener buen cuidado de su nombre y de su campo de entrenamiento.
- Entrenar y ejercitarse regularmente.
- No tomar ventaja de tu oponente infringiendo las reglas de competencia.
- Mostrar respeto a la naturaleza y a sus leyes.

## Indumentaria y protección personal
- Protector bucal.
- Protector inguinal.
- Vendas para las manos.
- Guantes de boxeo.
- Aditamento medicinal, usada para aliviar los golpes.

El atuendo a ser empleado durante un combate depende en gran parte del tipo de pelea que sea, o sea si es un evento profesional o no. En el deporte amateur, o de aficionados, se usa un casco que protege la cabeza, una camiseta y protectores de tibia.
En la indumentaria deportiva del muay thai se encuentran:

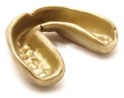
Protector bucal.
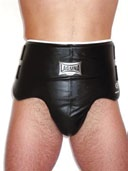
Protector inguinal.
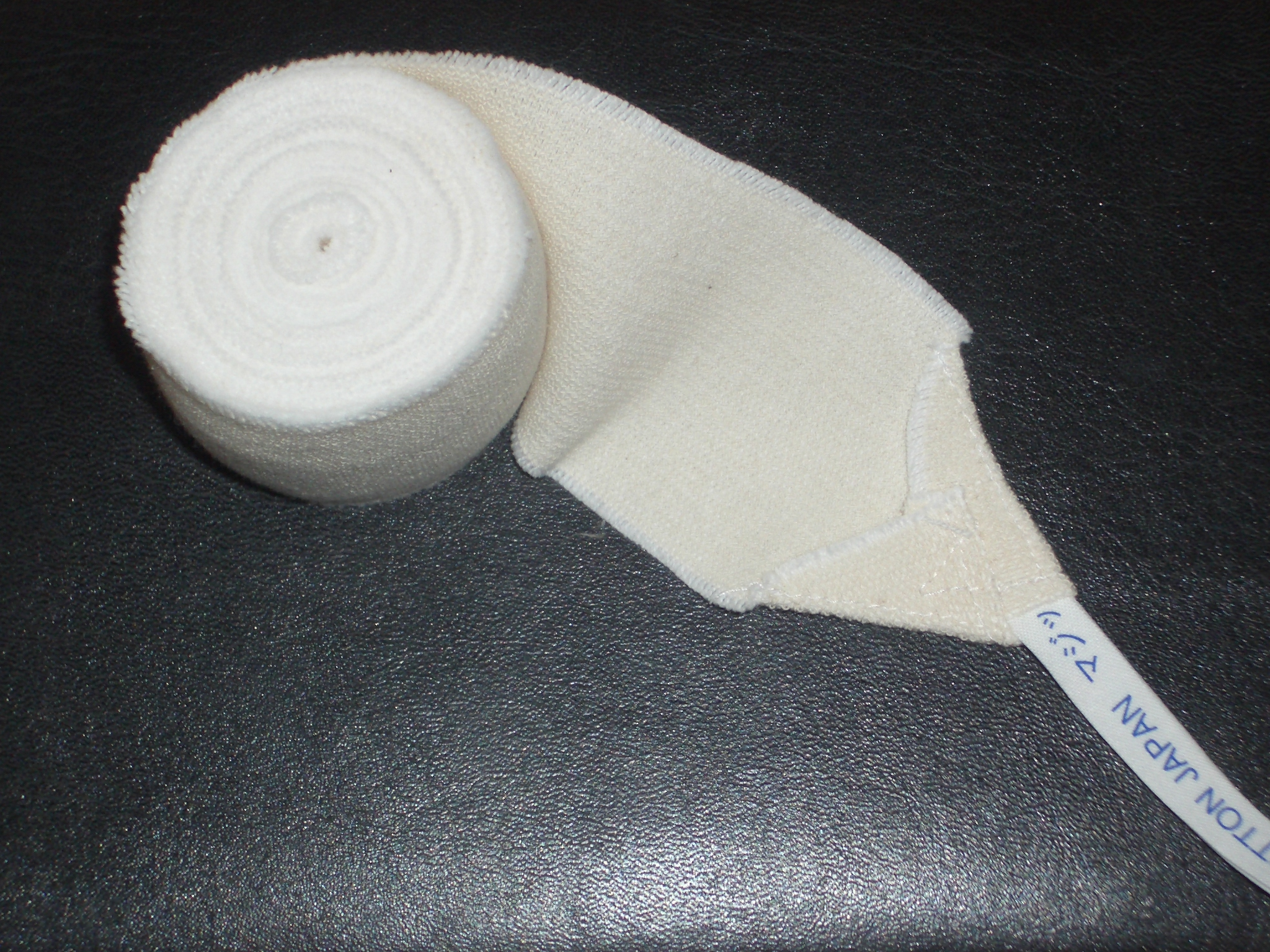
Vendas para las manos.
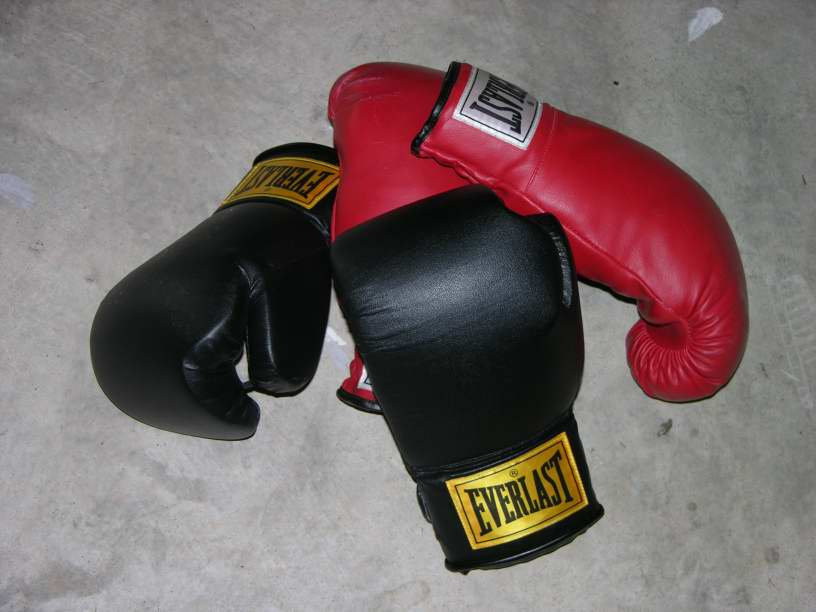
Guantes de boxeo.
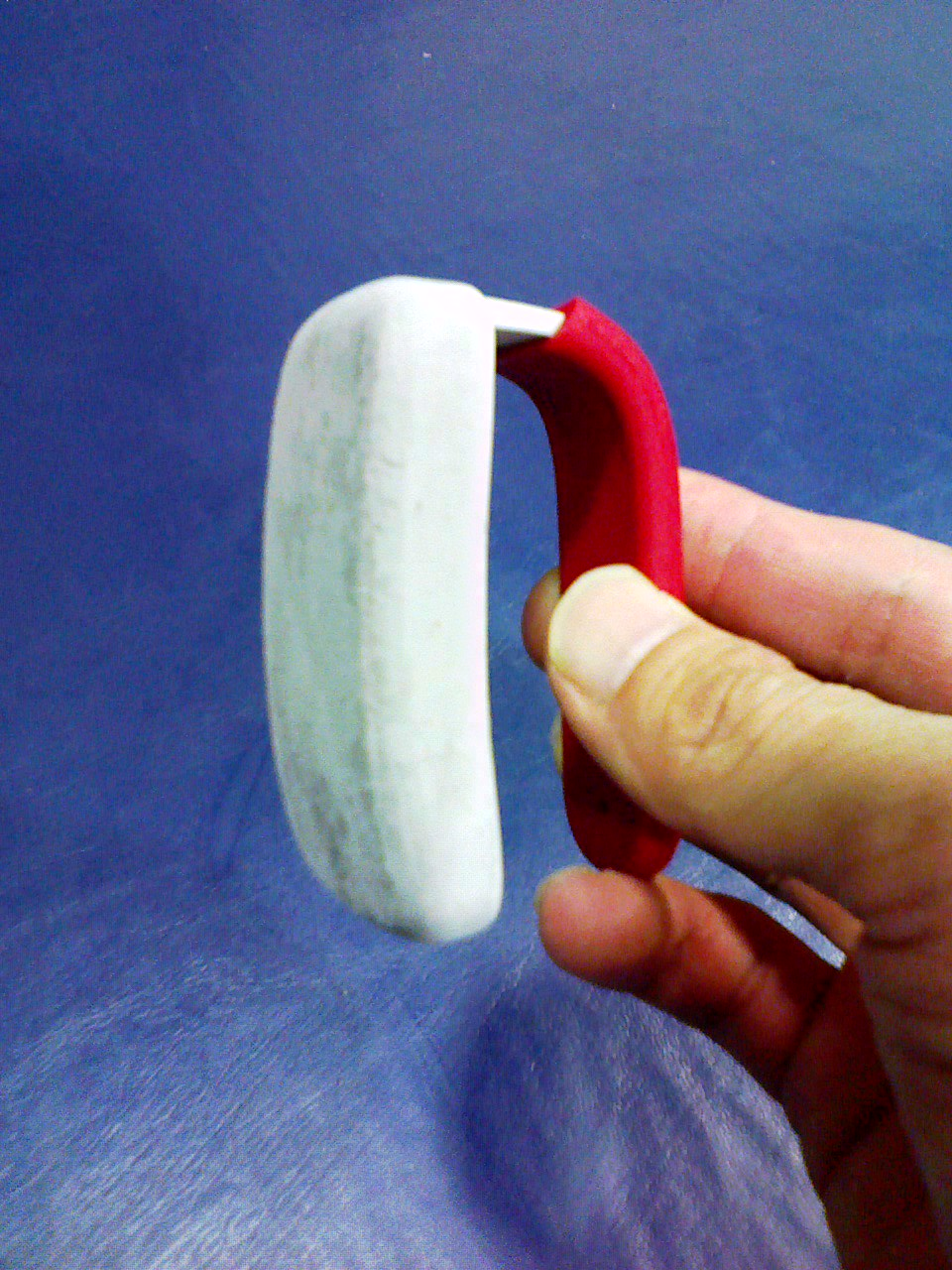
Aditamento medicinal, usada para aliviar los golpes.

- Vendajes.
- Pantalones cortos.

En muay thai amateur también se usan:
- Cascos.
- Protección tibial.
- Camisetas.

Indumentaria tradicional:
- Mongkhon: cuerda amuleto llevada en la cabeza.
- Prajead: brazalete cuerda amuleto llevado en el brazo.
- Pong Malai: collar amuleto llevado en el cuello.
- Serya: camiseta tradicional con el emblema de la escuela o campo de entrenamiento.

### Guantes
Históricamente, se luchaba sin guantes y con las manos vendadas con cuerdas. Este tipo de vendajes solían provocar lesiones e incluso mutilaciones.
En 1929 se introdujeron los guantes de boxeo, volviéndose obligatorio su uso a partir de 1945.
El propósito de los guantes es proteger a los peleadores (tanto al que recibe el golpe como al que lo da) y el de extender el tiempo de las peleas.
Los púgiles se vendan los puños y muñecas antes de ponerse guantes. Ya que los guantes profesionales son sujetos al ser apretados con cordones (o con velcro) localizadas en la parte interior de la muñeca, el peleador es asistido tanto para ponerse los guantes como para quitárselos.

### Vendaje
Antiguamente, se vendaban las manos con cuerdas. Esto era aprovechado por los peleadores para provocar más daño. En la actualidad este tipo de vendaje está prohibido.
El vendaje usado actualmente es similar al vendaje de boxeo de 3 a 5 metros, pudiéndose usar esparadrapo.

### Pantalones

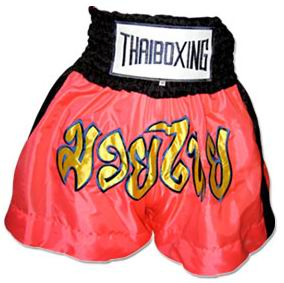
Pantalones thai.

Los dos participantes visten pantalones de muay thai distintivos uno del otro. Estos pantalones son más cortos que los de boxeo y permiten una mayor amplitud de movimiento.

## Equipo

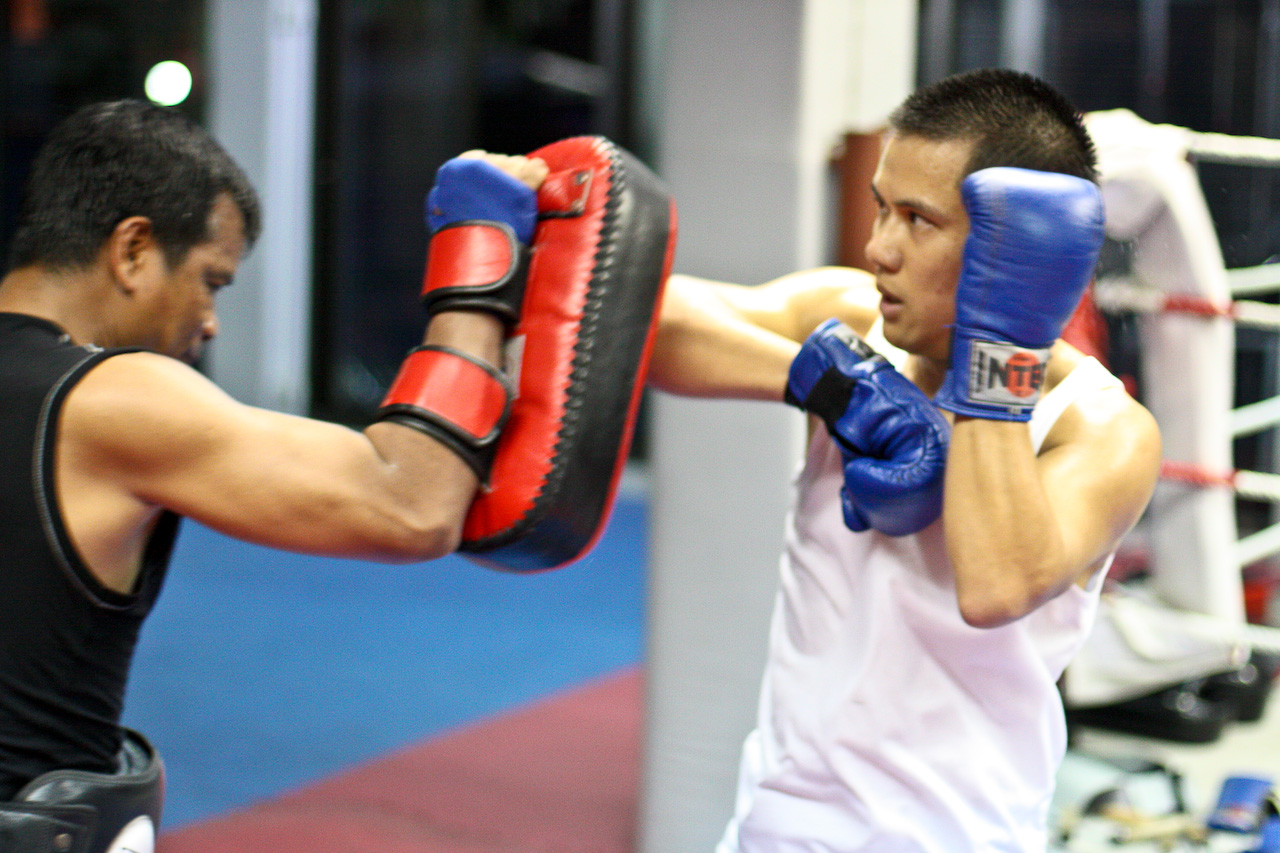
Entrenamiento asistido.

Con la introducción del boxeo el entrenamiento de muay thai se modernizó. Se reemplazó el entrenamiento tradicional por un moderno método boxístico. Se reemplazó los bananos por los "banano bag's", a los cocos por peras y se introdujeron elementos como la soga.
Los protectores de cabeza son obligatorios en peleas amateur y usados por profesionales cuando pelean en forma de entrenamiento para protegerse de cortes, raspones e hinchazón.

### La pera

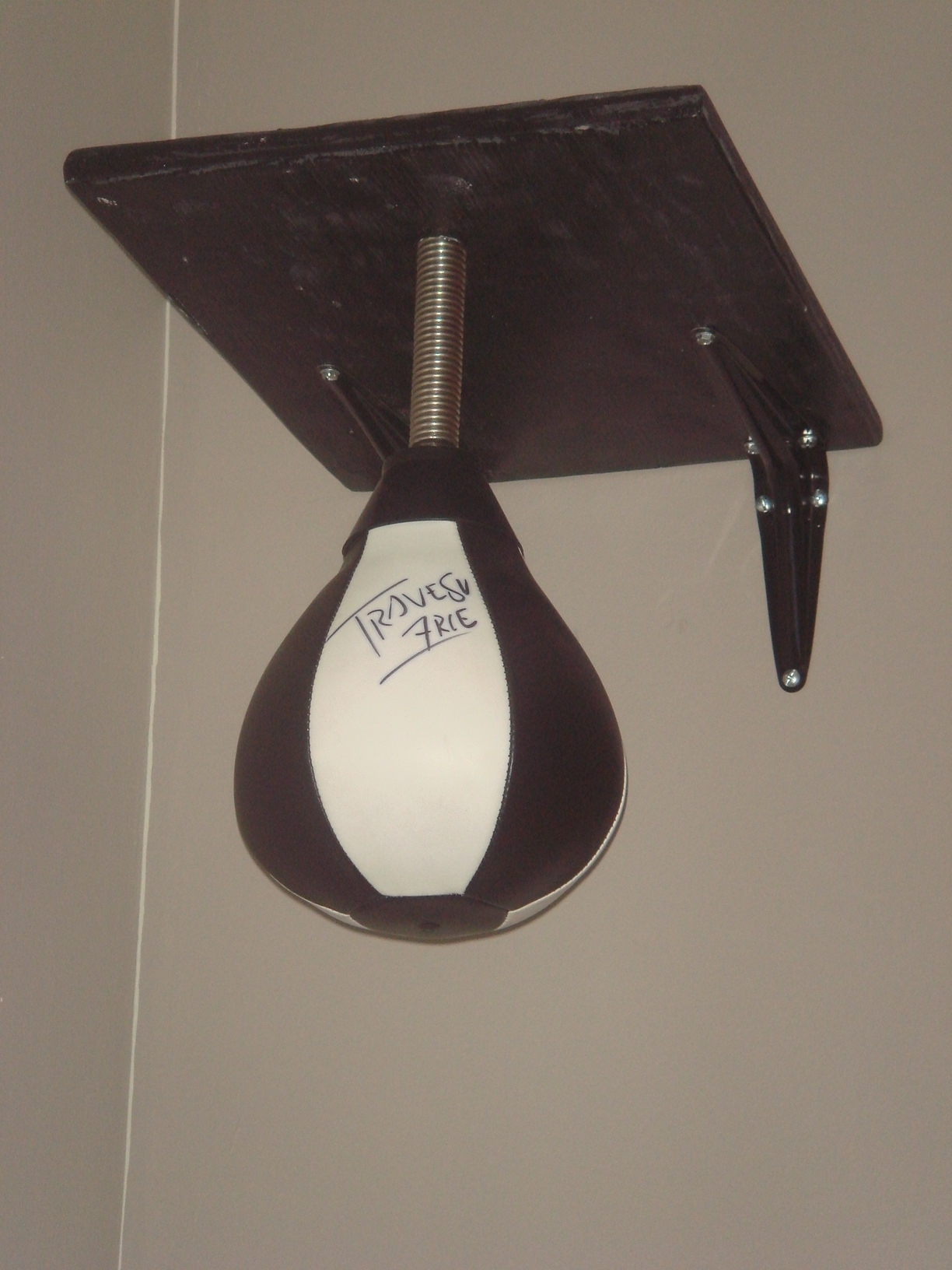
La pera.

La pera, conocida también en inglés como punching ball, es uno de los aparatos más destacados en el entrenamiento; con su práctica se consigue una buena velocidad de brazos y gran precisión en los golpes. El aparato en sí es como un balón de fútbol con forma de pera. Está colgada de una tabla por su parte más estrecha y de tal forma que queda a la altura de los ojos. A consecuencia del puñetazo, la pera choca en la tabla, rebotando en cualquier dirección. El peleador debe dominar con soltura y precisión los movimientos de este aparato.

### La pera loca
También es conocida como "cielo-tierra" o "norte-sur". Es más parecida a un balón, se mantiene sujeto al techo y al suelo por unas cintas de hule, lo que hace que tenga gran movilidad y, al recibir el impacto, retorne violentamente. La práctica con este aparato reporta al boxeador una buena rapidez, elasticidad y mejora considerablemente los reflejos. Este ejercicio se debe ejecutar sobre las puntas de los pies y girando siempre alrededor del aparato.

### El saco

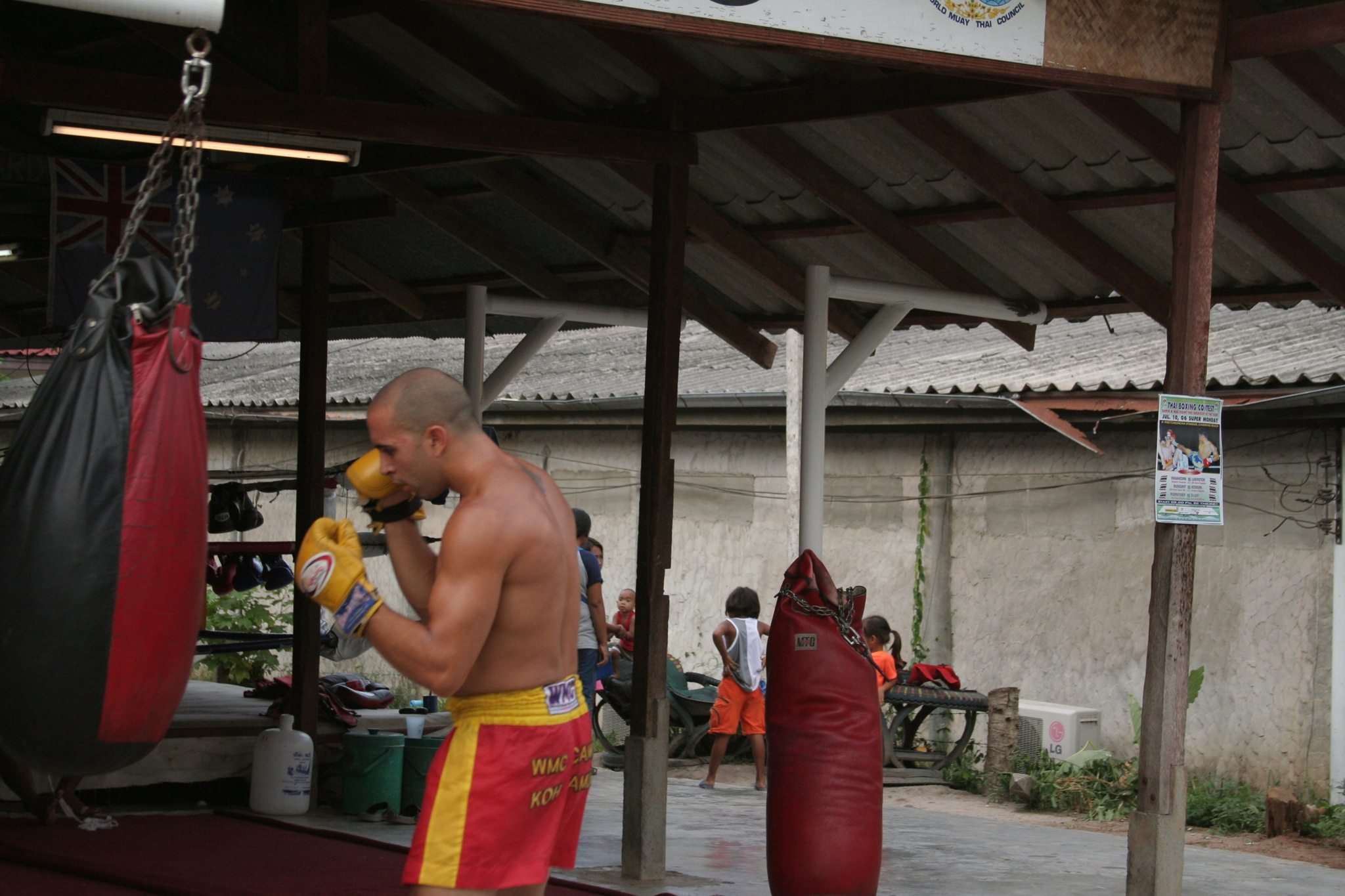
Entrenamiento con saco.

Es un saco de lona forrado de cuero, que se rellena de algodón, gomaespuma, cuerina o trapos. Su tamaño es de unos 50 centímetros de diámetro y 80 centímetros de alto. Se sitúa suspendido del techo, de forma que se asemeje a un adversario y que permita golpearlo con facilidad. Proporciona dureza en el golpe. Es utilizado por principiantes para adquirir la técnica básica.

### Saco banano

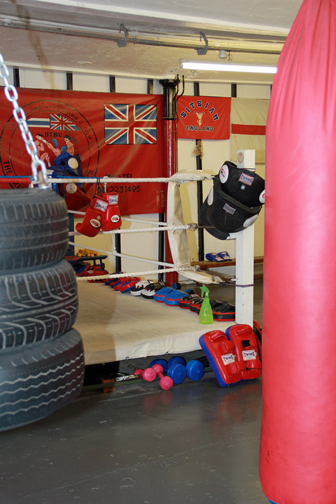
Saco banano de lona y de neumáticos.

Saco específico de muay thai, también utilizado en otros deportes que incluyan patadas bajas como el kickboxing. Simula un árbol de bananas que era utilizado tradicionalmente para endurecer la tibia. También suele golpear neumáticos para endurecer la tibia.

### Espejo y otros
Otro utensilio muy útil es el espejo. En él, el púgil puede observarse y estudiar su guardia, corrigiendo los huecos que forman al lanzar un golpe cualquiera. Otras formas incluidas en un entrenamiento completo pueden ser el uso de la sombra y la silueta producida por el deportista, y los encuentros de sparring donde un asistente entrenador ayuda a simular el combate.

## Participación infantil profesional
Cerca de 200 000 menores boxean en Tailandia. La Ley de Boxeo de 1999 no establece edad mínima para la práctica profesional del muay thai. El presidente del Centro para la Protección de los Derechos del Niño de Tailandia —CPCR— dijo al respecto que «La norma contraviene la Ley de Protección del Menor y la Ley del Trabajo. Además, desafía tratados internacionales de los Derechos del Niño y Trabajo Infantil, de los que Tailandia es estado signatario». La ley sólo obliga al consentimiento de los padres para la participación de menores de 15 años; edad en que pueden inscribirse en la IMFA. La norma también impone el uso de protección, aunque sin especificar el equipamiento necesario. Esto perjudica aún más a los menores de 15 años ya que no poseen seguro médico por no estar registrados.

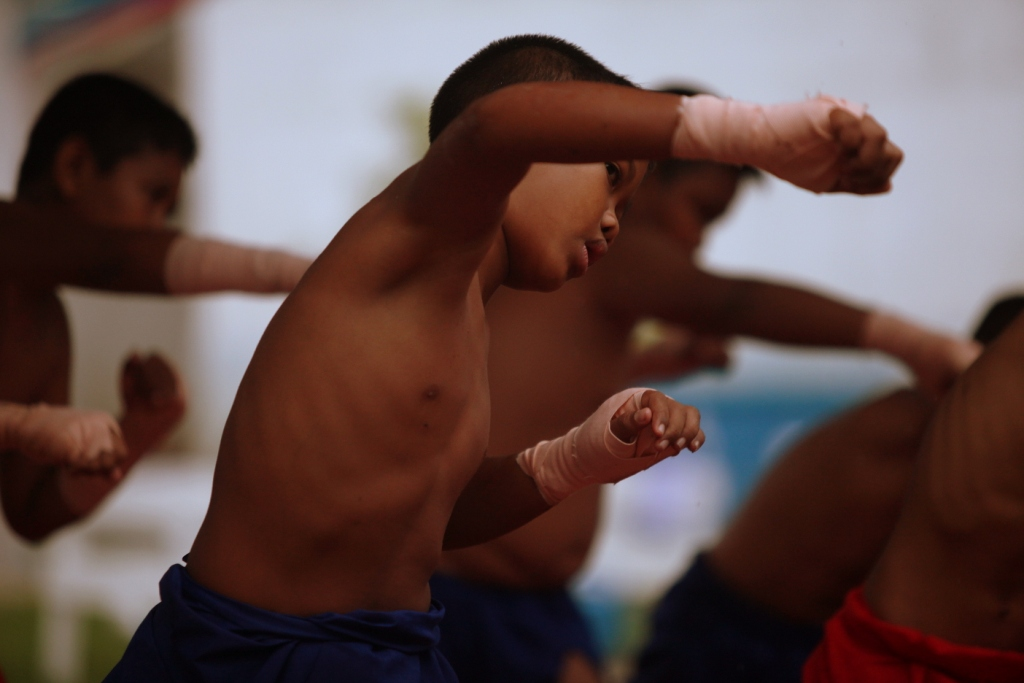
Niños de escuelas locales demuestran muay thai.

La mayoría de los defensores del boxeo infantil alegan que es la mejor opción para los niños a la hora de ayudar a sus familias pobres. Según la Oficina Nacional de Juventud y la Organización Internacional del Trabajo, más de la mitad de los niños pelean para contribuir a la economía doméstica. Desde el CPCR refutan ese argumento: «Estas peleas no tienen nada que ver con la pobreza. Los ingresos de los niños nunca llegarán al sueldo mínimo, salvo los pocos que logran notoriedad». Para llegar al salario mínimo, los niños deben pelear un promedio de 10 peleas mensuales, pero por lo general pelean solo 2 peleas por mes. Solo en temporadas festivas y en zonas rurales, donde la regulación no es eficaz, podrían pelear con más frecuencia, ya que las autoridades exigen un receso de por lo menos tres semanas entre peleas.
Activistas responsabilizan a la mafia. Según Sudarat Saereewat, presidenta de la Fundación para la Lucha Contra la Explotación Infantil —FACE—, «El boxeo con niños no es sólo explotación infantil, sino prostitución y abuso de menores». Activistas de CPCR y FACE trabajan una
Ley para la Seguridad de niños y jóvenes en deportes y entretenimiento. La norma establecería reglas de seguridad deportivas que suponen la prohibición de peleas entre menores de 18 años, sin reformar la Ley de Boxeo.

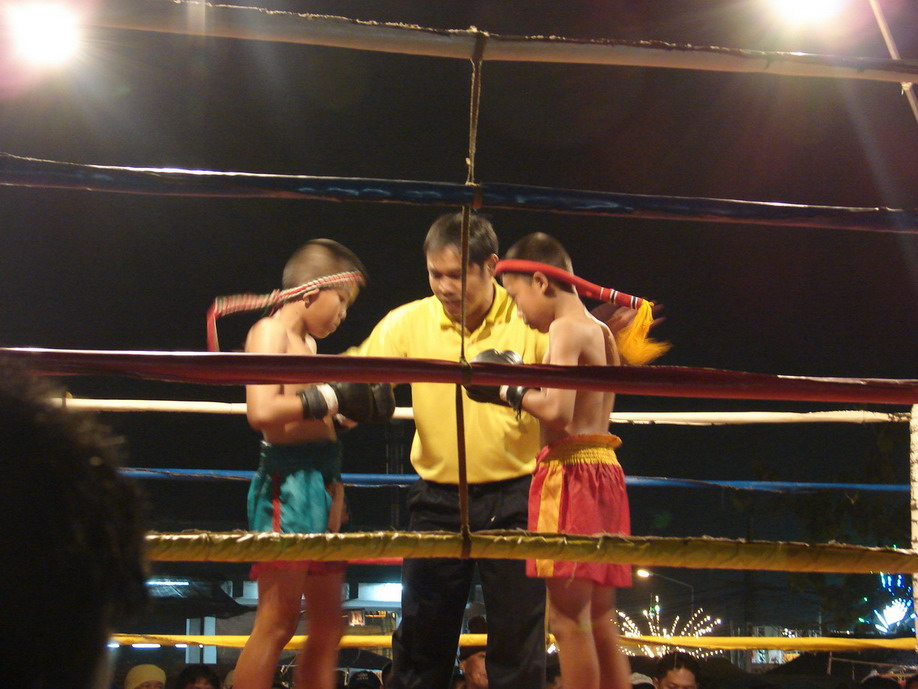
En Tailandia, los niños a menudo comienzan a practicar muay thai y actúan en el ring a partir de los 5 años.

El director del Centro de Promoción de la Seguridad y Prevención de Lesiones de Menores —CISP— del Hospital de Ramathibodi —en Bangkok— y su grupo médico intenta probar los daños cerebrales causados por el muay thai infantil. Un análisis de 2009 a 50 niños demostró que recibían como mínimo 20 impactos en la cabeza por pelea. En 2013, el CISP también confirmó daños en la glándula pituitaria, responsable de hormonas que afectan al desarrollo.
Desde 2012, un equipo de psicólogos, neurólogos y pediatras del hospital de Ramathibodi comenzó a utilizar técnicas de imagen por resonancia magnética para escanear 300 niños, boxeadores y no boxeadores, descubriendo anomalías en el cerebro de los luchadores.

Hay que concienciar a todos, especialmente familias y asociaciones de boxeo. Pero los resultados científicos están ahí. No nos vamos a rendir hasta parar los golpes a los niños muay thai.
 Jiraporn Laothamatas, doctora en neurología y directora del Centro para el Diagnóstico Avanzado mediante Imagen (AIMC) 

## Participación femenina
Antes, las mujeres tenían estrictamente prohibido tocar o incluso acercarse a un cuadrilátero. La creencia de que la presencia de las mujeres en la zona de combates traían mala suerte a los atletas como también a los espectadores que presenciaban el combate, era estrictamente tomado en cuenta. Actualmente hay algunos lugares donde la presencia de las mujeres en un enfrentamiento sigue siendo un problema.
En Tailandia y en otros países a menudo se establece la regla tradicional de que los hombres no pueden entrenar o pelear en el ring de las mujeres y viceversa. Otro aspecto que de distinto modo posiciona a la mujer en una evaluación diferente del hombre es que las mujeres deben entrar en el ring entre las cuerdas desde el medio o bajo las cuerdas. Para la mujer está prohibido entrar en el cuadrilátero sobre la cuerda superior como lo hacen los hombres. A pesar de esta norma tradicional de su país de origen, esta costumbre está siendo gradualmente dejada de lado, ya que un gran número de países han permitido que cada vez más mujeres compitan en igualdad de condiciones que los hombres.

### Historia de la práctica femenina

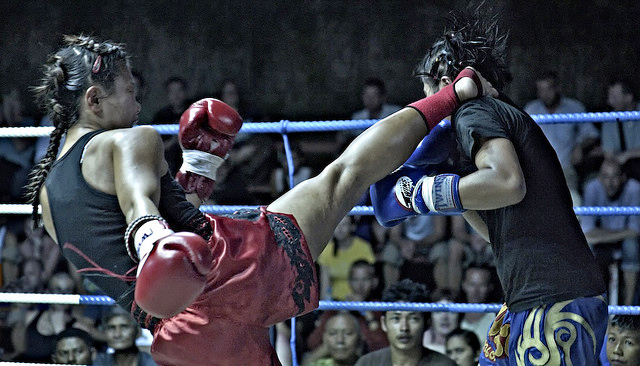
Femenina muay thai.

Antiguamente, cuando el muay thai era un sistema de combate usado por los antiguos siameses, mujeres conocidas como Khunying Mae Yamo, peleaban junto con los hombres por su tierra. Luego, con el tiempo, este estilo de lucha fue convirtiéndose en la especialidad de guerreros masculinos.
De acuerdo con los registros, al principio del siglo XX mujeres habían luchado en numerosos lugares de Bangkok, pero sin ningún tipo de competencia organizada. La resistencia a las mujeres practicantes se basa en convicciones religiosas que consolidan la creencia de que la mera presencia de las mujeres resulta inevitablemente una ofensa a las fuerzas espirituales que protegen el ring.
En la actualidad, las mujeres compiten por los títulos en Tailandia con las mismas normas requeridas a los hombres. Después de todo, hay una desvalorización comparativa con los hombres, ya que las atletas no reciben bolsas tan significativas como las de su sexo opuesto. Esto significa que la mayoría de las mujeres siguen teniendo un empleo ocasional, o tienen que conciliar las actividades domésticas con la formación y la lucha. Las atletas jóvenes, en su mayoría estudiantes, no se ven a menudo en las competiciones extranjeras, evidenciando la situación en la que se encuentran. Es el caso de la campeona española Desirée Rovira.

## Grados
En el muay thai existen quince niveles distintos (llamados khan), según el grado de habilidad en dicha arte marcial.
En Europa, según el Departamento Español de Artes Marciales y Deportes de Contacto DEAMYDC, (Entidad reconocida por el Ministerio del Interior del Gobierno de España con número de inscripción 607327), los colores de los grados son distintos, son parecidos al modelo europeo, así como son reconocidos por la Federación Española de Artes Marciales y Deportes de Contacto FEAMYDC.
| Khanti | Khan          | Mongkon  | Prapajeat | Europa DEAMYDC   | Mongkon DEAMYDC       | Prapajeat DEAMYDC               |
| ------ | ------------- | -------- | --------- | ---------------- | --------------------- | ------------------------------- |
| 1      | Khao          | Blanco   | Blanco    | Grado Blanco     | Blanco                | Blanco                          |
| 2      | Leuang        | Amarillo | Amarillo  | Grado Amarillo   | Amarillo              | Amarillo                        |
| 3      | Leuang -Khao  | Amarillo | Blanco    | Grado Naranja    | Naranja               | Naranja                         |
| 4      | Khiew         | Verde    | Verde     | Grado Verde      | Verde                 | Verde                           |
| 5      | Khiew-Khao    | Verde    | Blanco    | Grado Azul       | Azul                  | Azul                            |
| 6      | Namnguen      | Azul     | Azul      | Grado Marrón     | Marrón                | Marrón                          |
| 7      | Namnguen-Khao | Azul     | Blanco    | Negro 1.º Grado  | Negro y 1 hilo plata  | Negro                           |
| 8      | Namtal        | Marrón   | Marrón    | Negro 2.º Grado  | Negro y 2 hilos plata | Negro y 2 flecos colgando plata |
| 9      | Namtal-Klao   | Marrón   | Blanco    | Negro 3.er Grado | Negro y 3 hilos plata | Negro y 3 flecos colgando plata |
| 10     | Deang         | Rojo     | Rojo      | Negro 4.º Grado  | Negro y 4 hilos oro   | Negro y 4 flecos colgando oro   |
| 11     | Deang-Klao    | Rojo     | Blanco    | Negro 5.º Grado  | Negro y 5 hilos oro   | Negro y 5 flecos colgando oro   |
| 12     | Deang-Leuang  | Rojo     | Amarillo  | Negro 6.º Grado  | Negro y 6 hilos oro   | Negro y 6 flecos colgando oro   |
| 13     | Deang-Nguen   | Rojo     | Plata     | Negro 7.º Grado  | Negro y 7 hilos oro   | Negro y 7 flecos colgando oro   |
| 14     | Nguen         | Plata    | Plata     | Negro 8.º Grado  | Negro y 8 hilos oro   | Negro y 8 flecos colgando oro   |
| 15     | Thong         | Oro      | Oro       | Negro 9.º Grado  | Negro y 9 hilos oro   | Negro y 9 flecos colgando oro   |

## Personajes famosos
Deportistas
- Diesel Noi: Cuatro veces campeón del Lumpinee Stadium. Se retira por la ausencia de rivales.
- Rodtang JitmuangnonEs un peleador de Muay Thai tailandés que actualmente compite en la categoría de peso mosca de ONE Championship, donde es el actual Campeón Mundial de Muay Thai de Peso Mosca de ONE. Rodtang también ha sido Campeón de 130 libras de Omnoi Stadium y Campeón de 125 libras de MAX Muay Thai.

Desde diciembre de 2020, The Nation lo considera el mejor peleador de Muay Thai libra por libra del mundo.3
- Buakaw Banchamek dos veces campeón del Onmoi Stadium, campeón de boxeo en Tailandia, tres veces campeón de K1 World MAX, campeón WLF World.
- Saenchai campeón del Lumpinee Stadium en cuatro años consecutivos, campeón mundial MTAA, campeón de boxeo PABA.
- Giorgio Petrosyan campeón de K-1 MAX, campeón WKN, dos veces campeón Janus Fight y dos veces campeón europeo.
- Ernesto the perfect Hoost cuatro veces campeón mundial de K1.
- Remy Bonjasky tres veces campeón de mundial de K1.
- Ramon Dekkers 8 veces campeón mundial.
- Peter Aerts campeón mundial de muay thai y 3 veces campeón en K1.

En MMA
- Wanderlei Silva
- Anderson the spider Silva campeón con más defensas del título en UFC, campeón en Shooto, campeón en Cage Rage Championships, "el más grande artista marcial de todos los tiempos"[45][46]
- José scarface Aldo, primer campeón peso pluma en UFC, actual campeón en WEC, mejor peleador del mundo según Sherdog.[47]
- Gina Carano

En el cine
- Jacky Vincent
- Masato Kabayashi
- Tahmoh Penikett en Dollhouse.
- Michel Qissi (Tong Po) también en la cinta Kickboxer.
- Sasha Mitchell en las secuelas de Kickboxer: Kickboxer 2, Kickboxer 3 y Kickboxer 4.
- Tony Jaa en película sobre Muay Boran, Ong Bak.
- Jean-Claude Van Damme en El Dragón de Oro.

En videojuegos
En Street Fighter:
- Sagat
- Adon

En The King of Fighters:
- Joe Higashi
- King
- Hwa Jai
- Angel

En League of Legends:
- Lee Sin

En Mortal Kombat
- Jax Briggs

En la saga Tekken
- Bruce Irvin

En la saga Pokémon
- Mankey
- Primeape

En el manga y anime
- Shijō Saikyō no Deshi Ken'ichi
- Apachai Hopachai
- Annie Leonhart
- Gaolang Wongsawat

En World Wrestling Entertainment WWE
- CM Punk
- Rusev

En Beyblade Burst Evolution
- Ghasem Madal